# Liste der Biografien/Schar
Liste der Biografien |
Portal Biografien |
Personensuche
# |
A |
B |
C |
D |
E |
F |
G |
H |
I |
J |
K |
L |
M |
N |
O |
P |
Q |
R |
S |
T |
U |
V |
W |
X |
Y |
Z |
?
 
Sa |
Sb |
Sc |
Sd |
Se |
Sf |
Sg |
Sh |
Si |
Sj |
Sk |
Sl |
Sm |
Sn |
So |
Sp |
Sq |
Sr |
Ss |
St |
Su |
Sv |
Sw |
Sy |
Sz
 
Sca–Sce |
Sch |
Sci–Scz
 
Scha |
Schc |
Schd |
Sche |
Schg |
Schi |
Schj |
Schk |
Schl |
Schm |
Schn |
Scho |
Schp |
Schr |
Schs |
Scht |
Schu |
Schv |
Schw |
Schy
 
Schaa |
Schab |
Schac |
Schad |
Schae |
Schaf |
Schag |
Schah |
Schai |
Schaj |
Schak |
Schal |
Scham |
Schan |
Schap |
Schaq |
Schar |
Schas |
Schat |
Schau |
Schav |
Schaw |
Schax |
Schay |
Schaz
Die Liste der Biografien führt alle Personen auf, die in der deutschsprachigen Wikipedia einen Artikel haben. Dieses ist eine Teilliste mit 559 Einträgen von Personen, deren Namen mit den Buchstaben „Schar“ beginnt.

## Schar
- Schär, Alfred (1887–1937), deutscher Lehrer und Widerstandskämpfer gegen den Nationalsozialismus
- Schär, Bernhard C. (* 1975), Schweizer Historiker
- Schär, Brigitte (* 1958), Schweizer Schriftstellerin und Sängerin
- Schär, Cathia (* 2001), Schweizer Triathletin
- Schär, Eduard (1842–1913), Schweizer Pharmakologe
- Schär, Fabian (* 1991), Schweizer FußballspielerFabian Schär (* 1991)

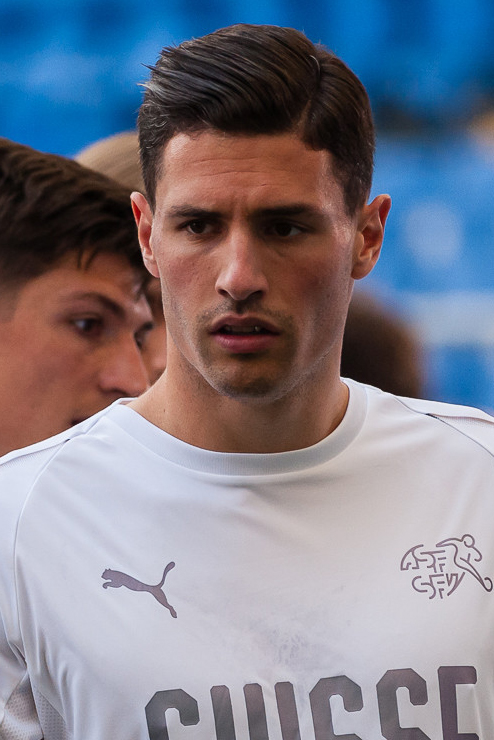
Fabian Schär (* 1991)

- Schär, Fredy (* 1964), Schweizer Liedermacher, Trobador, Kabarettist und Witzerzähler
- Schär, Fritz (1926–1997), Schweizer Radrennfahrer
- Schär, Hugo (* 1948), Schweizer Radrennfahrer
- Schär, Johann Friedrich (1846–1924), Schweizer Betriebswirtschaftler
- Schär, Manuela (* 1984), Schweizer Rollstuhlsportlerin
- Schär, Max (* 1953), Schweizer Handballspieler, -trainer und -funktionär
- Schär, Meinrad (1921–2007), Schweizer Arzt und Politiker (LdU)
- Schär, Michael (* 1986), Schweizer Radrennfahrer
- Schär, Otmar (1920–1977), deutscher Architekt
- Schär, Peter (* 1955), Schweizer Radrennfahrer
- Schär, Robert (1894–1973), Schweizer Glasmaler
- Schär, Roland (* 1950), Schweizer Radrennfahrer
- Schär, Theodor (* 1903), Schweizer Fussballtorhüter
- Schär, Walter (1927–2020), deutscher Berufs- und Medizinpädagoge

### Schara
- Schara, Florentine (* 1977), deutsche Schauspielerin
- Scharaa, Ahmed al- (* 1982), syrischer MilizionärAhmed al-Scharaa (* 1982)

Ahmed al-Scharaa (* 1982)

- Scharaa, Faruk al- (* 1938), syrischer Politiker und Diplomat
- Scharaf Chatun al-Turkiyya († 1211), türkischstämmige Sklavin und Konkubine
- Scharaf, Essam (* 1952), ägyptischer Ministerpräsident
- Scharafetdinow, Raschid Imamowitsch (1943–2012), sowjetischer Leichtathlet
- Scharafjan, Wache (* 1966), armenischer Komponist
- Scharafkandi, Sadegh (1938–1992), kurdischer Politiker aus dem Iran
- Scharafulin, Rinat Galimsanowitsch (* 1951), sowjetischer Radrennfahrer
- Scharafutdinowa, Jelena Maratowna (* 1983), russische Bogenbiathletin
- Scharakowa, Tazzjana (* 1984), belarussische Radrennfahrerin
- Scharaliew, Borislaw (1922–2002), bulgarischer Filmregisseur
- Scharang, Elisabeth (* 1969), österreichische Film- und Fernsehregisseurin, Drehbuchautorin und Radiomoderatorin
- Scharang, Michael (* 1941), österreichischer Schriftsteller
- Scharanhowitsch, Jahor (* 1998), belarussischer Eishockeyspieler
- Schaʿrānī, asch- (1491–1565), arabischer Historiker
- Scharanski, Natan (* 1948), israelischer Politiker, sowjetischer Dissident
- Scharapow, Alexander Jurjewitsch (* 1994), russischer Radsportler
- Scharapowa, Anna Nikolajewna (1863–1923), russische Esperantistin, Übersetzerin und Vegetarierin
- Scharapowa, Marija Jurjewna (* 1987), russische TennisspielerinMarija Jurjewna Scharapowa (* 1987)

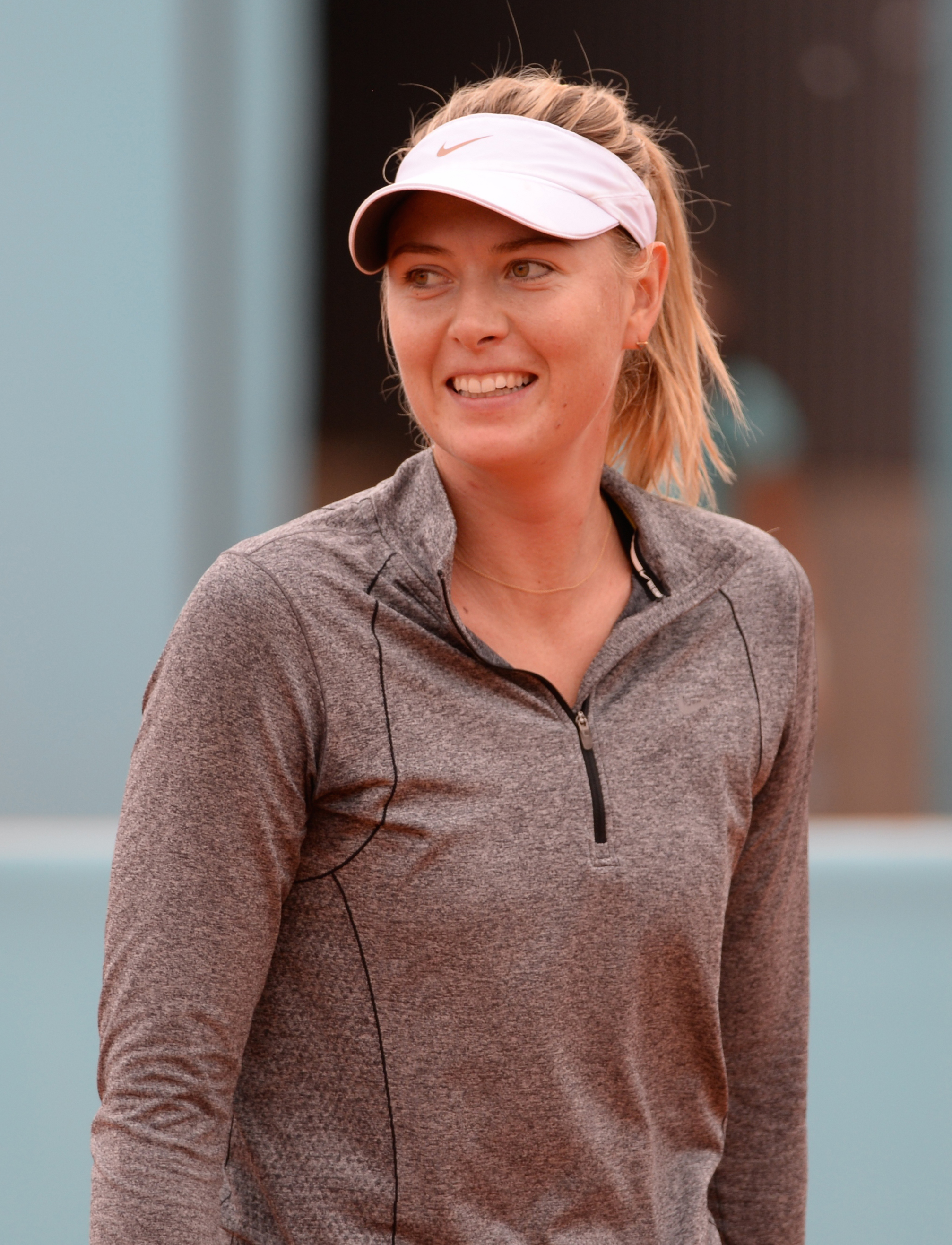
Marija Jurjewna Scharapowa (* 1987)

- Scharaschenidse, Gerassime (* 1958), georgisch-orthodoxer Bischof von Zugdidi und Tsaishi, bischöflicher Administrator der Diözese für Deutschland und Österreich
- Scharaschidse, Kristine (1889–1973), georgische Politikerin
- Scharaw, Bjambasürengiin (1952–2019), mongolischer Komponist
- Scharaw, Mardsan (1869–1939), mongolischer Maler
- Schaʿrāwī, Hudā (1879–1947), ägyptische Feministin
- Scharawina, Swetlana Gennadjewna (* 1991), russische Naturbahnrodlerin
- Scharayiri, Ali Chulqi asch- (1878–1960), jordanischer Politiker

### Scharb
- Scharbach, Robert (1890–1966), deutscher Bildhauer
- Scharbatke, Lucia (* 1982), deutsche Filmproduzentin, Juristin und Hochschullehrerin
- Scharbatly, Abdullah asch- (* 1982), saudi-arabischer Springreiter
- Scharbau, Friedrich-Otto (1935–2013), deutscher evangelisch-lutherischer Theologe
- Scharbau, Heinrich (1689–1759), Lübecker Theologe
- Scharbau, Puk (* 1969), dänische Schauspielerin
- Scharbe, Michael (1650–1723), deutscher Maler
- Scharbert, Josef (1919–1998), deutscher römisch-katholischer Theologe, Alttestamentler und Hochschullehrer

### Scharc
- Scharch, Werner (1912–1990), deutscher Sportfunktionär und Buchautor

### Schard
- Schard, Simon († 1573), deutscher Jurist, Bibliophil, Mitglied des Reichskammergerichts in Speyer
- Schard, Stefan (* 1974), deutscher Jurist und Politiker (CDU)
- Schärdel, Florian (* 1982), deutscher Jurist, Richter am Amtsgericht Schöneberg und am Verfassungsgerichtshof Berlin
- Scharden, Friedrich Wilhelm von (1671–1734), Theologe und Hof- und Domprediger
- Schardey, Günter (1929–2015), deutscher Rechtsanwalt, Präsident des Deutschen Anwaltvereins
- Schardien, Stefanie (* 1976), deutsche evangelische TheologinStefanie Schardien (* 1976)

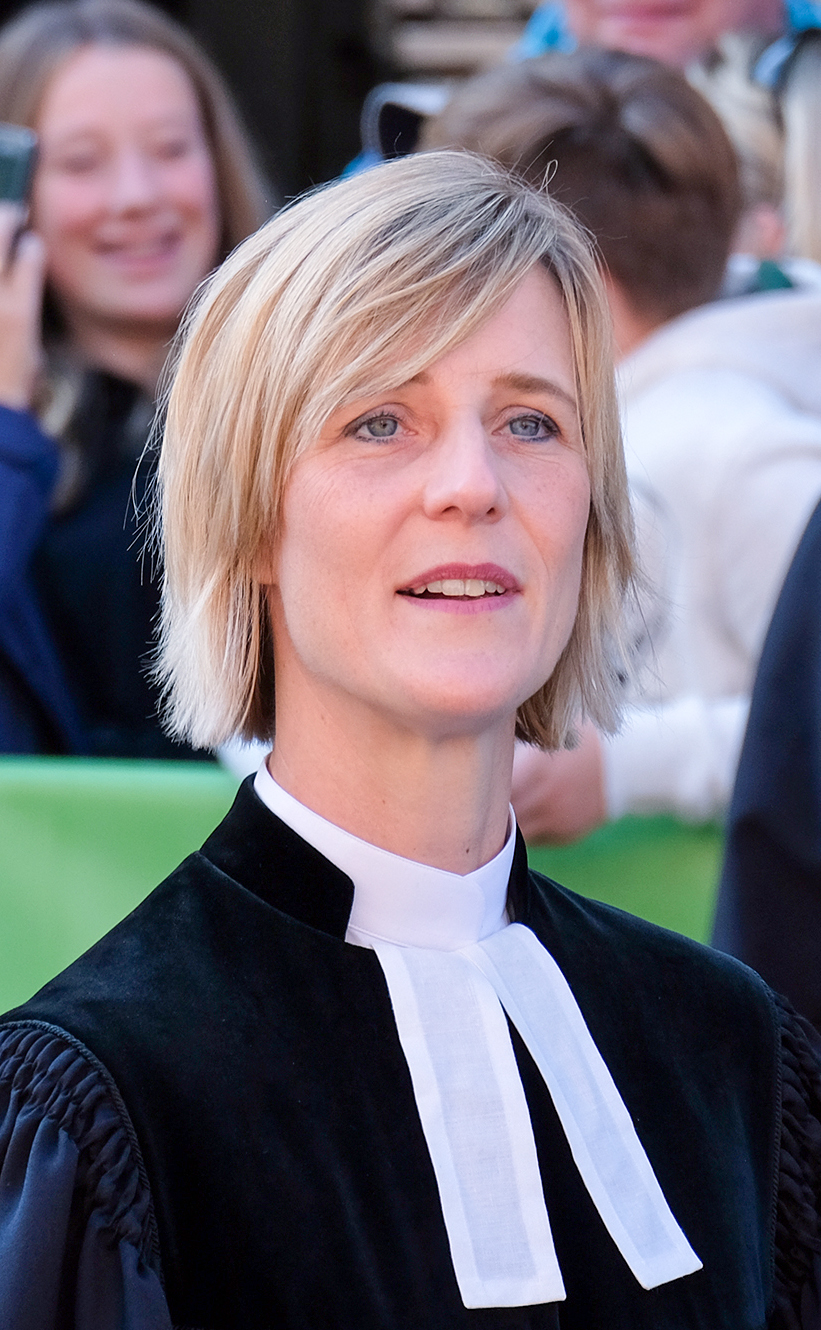
Stefanie Schardien (* 1976)

- Schardin, Hubert (1902–1965), deutscher Ballistiker, Ingenieur und Hochschuldozent
- Schardin, Joachim (1934–1996), deutscher Uhrmacher und Kunsthistoriker
- Schardius, Friedrich Ludwig (1796–1855), deutscher Numismatiker, Archivar und Kurator in russischen Diensten
- Schardius, Gottfried (1621–1667), Bürgermeister von Berlin
- Schardius, Levin (1638–1699), Jurist und Bürgermeister von Berlin
- Schardon, Emil (1887–1950), deutscher Arzt, Ritter des Militär-Sanitäts-Ordens
- Schardt, Alois (1889–1955), deutscher Kunsthistoriker
- Schardt, Alois (1926–1998), deutscher Journalist, Programmdirektor des ZDF
- Schardt, Arlie (1895–1980), US-amerikanischer Mittel- und Langstreckenläufer
- Schardt, Dietrich († 1636), deutscher Rittergutsbesitzer und als „der Geschwinde“ Mitglied der 1617 gegründeten Fruchtbringenden Gesellschaft
- Schardt, Ernst Carl Constantin von (1744–1833), deutscher Beamter und Illuminat
- Schardt, Hans (1858–1931), Schweizer Geologe
- Schardt, Hedwig (1924–2004), deutsche Politikerin (SPD)
- Schardt, Hermann (1912–1984), deutscher Maler und Grafiker
- Schardt, Johan Gregor van der († 1591), Bildhauer der Spätrenaissance
- Schardt, Richard (1930–2015), deutscher Bauingenieur (Stahlbau) und Professor für Baustatik
- Schardt, Rudolf (1927–2019), deutscher Politiker (SPD)
- Schardt, Sophie von (1755–1819), Mitglied der Weimarer Hofgesellschaft zu Goethes Zeit
- Schardt-Roßmann, Alice, deutsche Unternehmerin
- Schardt-Sauer, Marion (* 1970), deutsche Politikerin (FDP), MdL

### Schare
- Schareck, Bernhard (* 1944), deutscher ehemaliger Versicherungsmanager und -funktionär
- Schareck, Heribert (1923–2010), deutscher Jurist in der Finanzverwaltung
- Schareck, Wolfgang (* 1953), deutscher Mediziner, Professor für Gefäßchirurgie und Transplantationschirurgie, Rektor der Universität Rostock
- Scharegg, Georg (* 1960), Schweizer Schauspieler, Regisseur und Hörspielsprecher
- Schareika, Helmut (1946–2018), deutscher Altphilologe, Fachdidaktiker, Autor und Übersetzer
- Scharein, Günter (* 1949), deutscher Maler
- Scharek, altägyptischer König
- Scharen, Uwe (* 1945), deutscher Jurist, Vorsitzender Richter am Bundesgerichtshof
- Scharenberg, Adolph (1766–1852), deutscher Porträtmaler
- Scharenberg, Albert (* 1965), deutscher Politikwissenschaftler und Historiker
- Scharenberg, Eberhard (1900–1985), deutscher Offizier und Autor
- Scharenberg, Friedrich (1821–1901), deutscher Forstwirt
- Scharenberg, Fritz (1846–1916), deutscher Jurist und Gerichtsrat
- Scharenberg, Katja (* 1980), deutsche Soziologin und Hochschullehrerin
- Scharenberg, Konstantin (1892–1982), US-amerikanischer Hochschullehrer, Professor für Neuropathologie
- Scharenberg, Lucy (* 1976), deutsche Kinderbuchautorin
- Scharenberg, Otto Wilhelm (1851–1920), deutscher Architekt
- Scharenberg, Swantje (* 1965), deutsche Sporthistorikerin
- Scharenberg, Theodor (1820–1899), deutscher Jurist, Justizkanzlei-, Konsistorial- und Landgerichtssekretär
- Scharenberg, Wilhelm (1815–1857), deutscher Mineraloge
- Scharenberg, Wolfgang (1883–1969), deutscher Rechtsanwalt und Notar
- Schärer, Anja Martina (* 1986), Schweizer Schauspielerin, Hörspiel- und Synchronsprecherin
- Scharer, Anton (* 1954), österreichischer Historiker
- Schärer, Céline (* 1990), Schweizer Triathletin
- Schärer, Christoph (* 1980), Schweizer Kunstturner
- Schärer, Dave (* 1942), britischer Hürdenläufer
- Schärer, Erich (* 1946), Schweizer Bobfahrer
- Scharer, Erika (* 1952), österreichische Politikerin (SPÖ), Landesrätin und Abgeordnete zum Nationalrat
- Schärer, Hans (1927–1997), Schweizer Maler, Zeichner und Grafiker
- Schärer, Harry (* 1959), Schweizer Musicalkomponist, -autor und -regisseur
- Schärer, Kathrin (* 1969), Schweizer Autorin und Illustratorin von Bilderbüchern
- Scharer, Matthias (* 1946), österreichischer römisch-katholischer Theologe
- Schärer, Melchior (1563–1624), deutscher Pfarrer, Komponist und Kalendermacher
- Schärer, Michael (* 1996), Schweizer Snowboarder
- Schärer, Michaela (* 1970), Schweizer Juristin
- Schärer, Monika (* 1968), Schweizer Fernseh- und Hörfunkmoderatorin
- Schärer, Rudolf (1823–1890), Schweizer Psychiater
- Schärer, Sandro (* 1988), Schweizer FußballschiedsrichterSandro Schärer (* 1988)

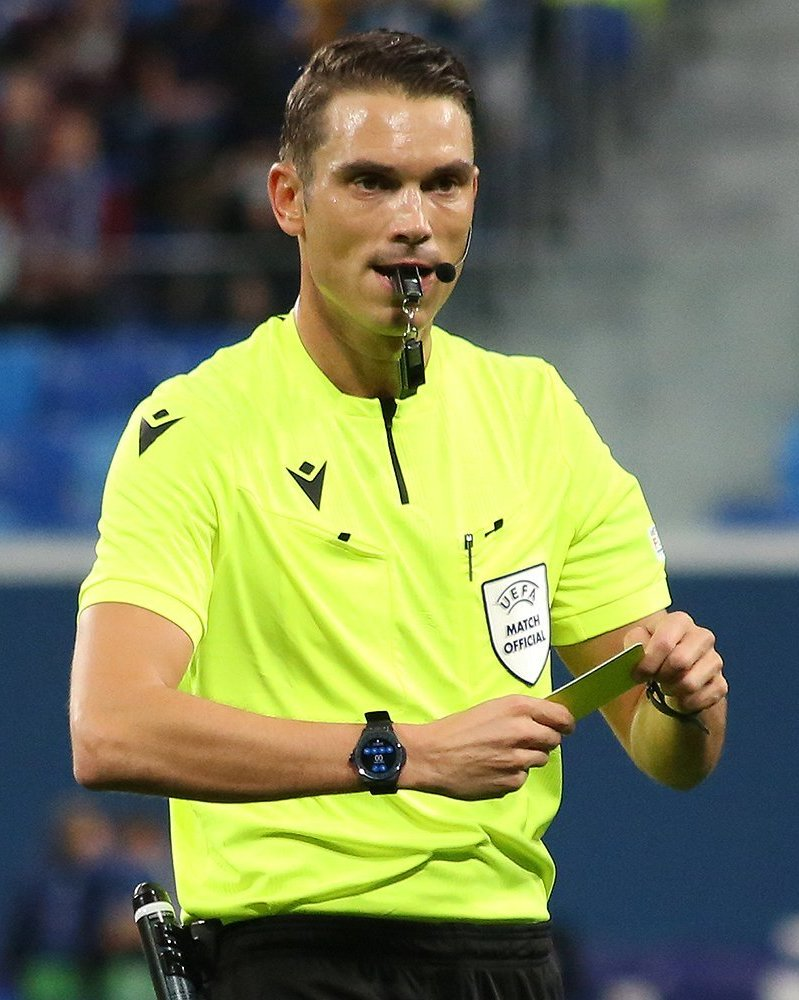
Sandro Schärer (* 1988)

- Schärer, Stefan (* 1965), Schweizer Handballspieler
- Schärer, Tanja (* 1989), Schweizer Freestyle-Skisportlerin
- Schärer, Willy (1903–1982), Schweizer Leichtathlet
- Scharet, Mosche (1894–1965), israelischer PolitikerMosche Scharet (1894–1965)

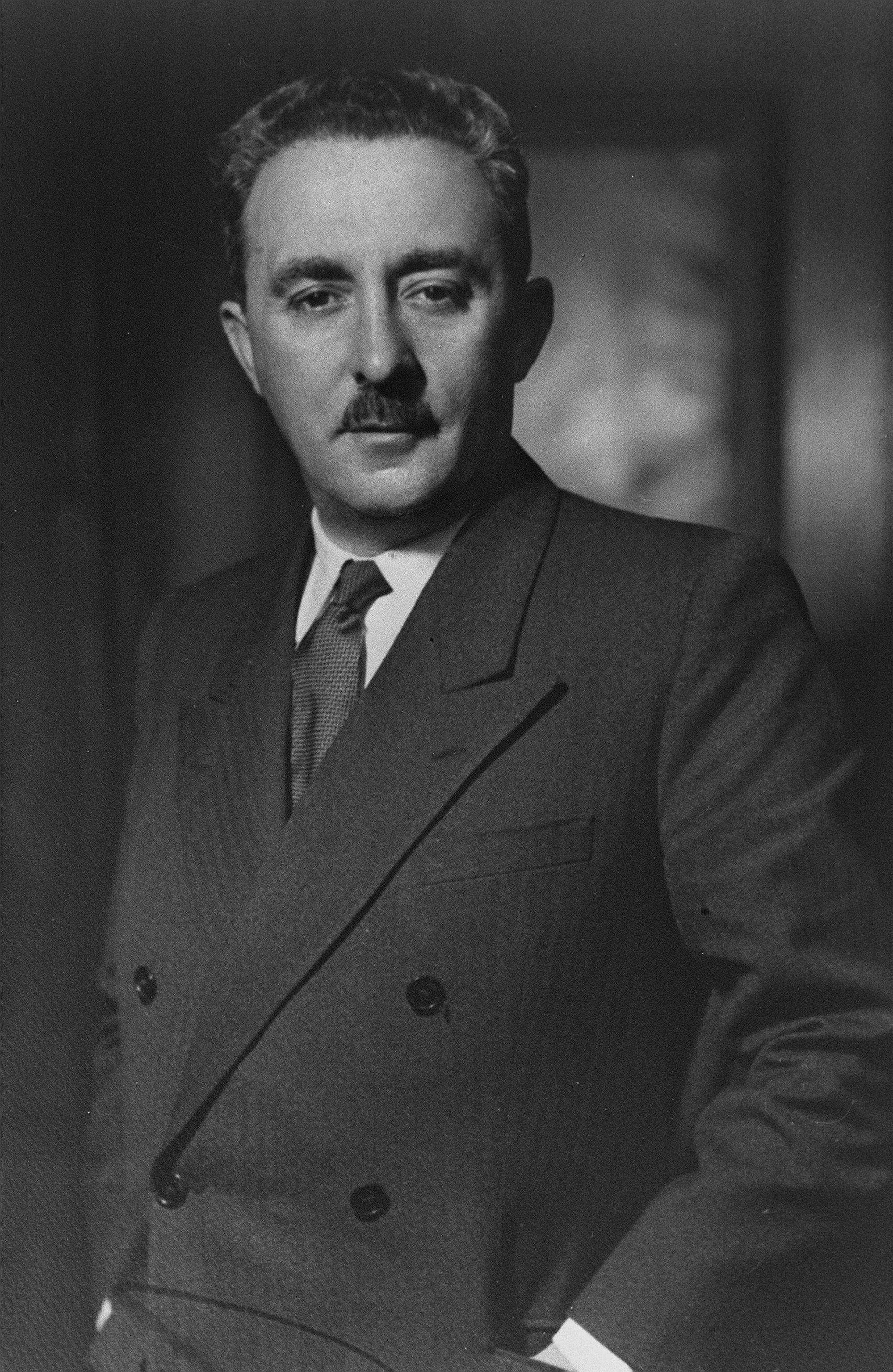
Mosche Scharet (1894–1965)

- Scharewitsch, Anna (* 1985), belarussische Schachspielerin

### Scharf
- Schärf, Adolf (1890–1965), österreichischer Politiker (SPÖ), Mitglied des Bundesrates, Abgeordneter zum Nationalrat und Bundespräsident
- Scharf, Albert (1934–2021), deutscher Jurist und Intendant des Bayerischen Rundfunks
- Scharf, Alexander (1834–1904), österreichischer Journalist
- Scharf, Alfons, deutscher Schauspieler
- Scharf, Alfred (1900–1965), deutsch-britischer Kunsthistoriker
- Scharf, Bernhard (1936–2024), deutscher Chemiker und Politiker (FDP/DVP), MdL
- Scharf, Burkhard (* 1943), deutscher Biologe
- Scharf, Christian († 1893), deutscher Klavierbauer
- Schärf, Christian (* 1960), deutscher Literaturwissenschaftler, Essayist, Romanautor und Moderator
- Scharf, Christiane (* 1970), deutsche Leichtathletin
- Scharf, Christoph Barthold (1725–1803), deutscher Verwaltungsjurist und landeskundlicher Autor
- Schärf, Christopher (* 1979), österreichischer SchauspielerChristopher Schärf (* 1979)

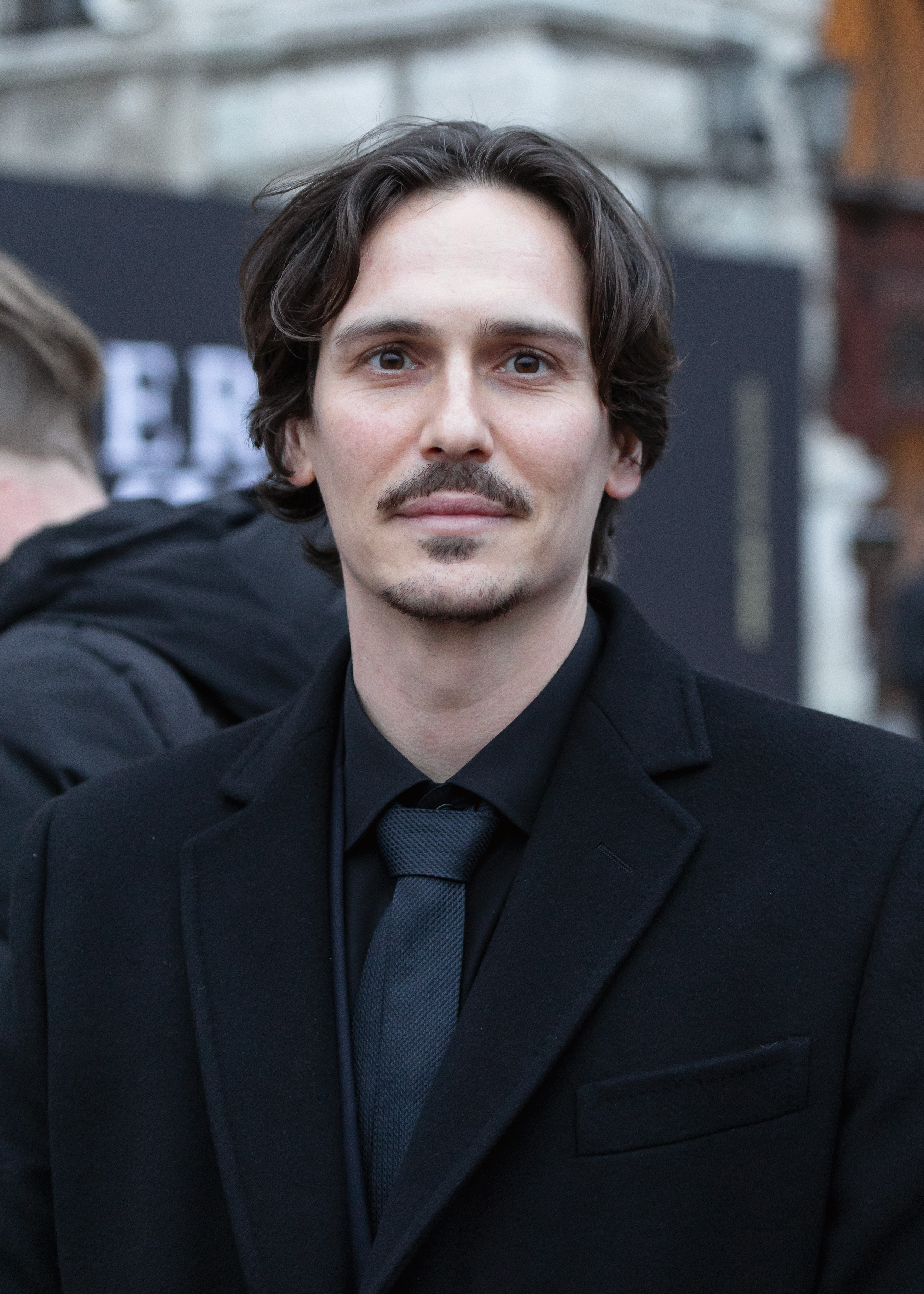
Christopher Schärf (* 1979)

- Scharf, Detlef (* 1956), deutscher Politiker (CDU), MdBB
- Scharf, Dieter (1943–2024), deutscher Skispringer
- Scharf, Eberhard (* 1956), deutscher Politiker (CDU), MdVK, MdB
- Scharf, Eduard (* 1953), deutscher Pokerspieler
- Scharf, Erich (1908–1943), deutscher Politiker (KPD), MdL Thüringen
- Scharf, Ernst Bernhard (1828–1888), deutscher Zeitungsverleger
- Scharf, Erwin (1901–1972), österreichischstämmiger Filmarchitekt und Architekt
- Scharf, Erwin (1914–1994), österreichischer Politiker (SPÖ, KPÖ), Abgeordneter zum Nationalrat
- Scharf, Franz Wilhelm (1762–1823), kurfürstlich/königlich-sächsischer Hofrat und Oberpostkommissar
- Scharf, Friedrich (1897–1974), deutscher Jurist und Politiker (NSDAP)
- Scharf, Friedrich Ludwig (1884–1965), deutscher Uniformmaler
- Scharf, Georg Johann (1788–1860), deutscher Marine-, Miniatur- und Genremaler, Aquarellist und Lithograf
- Scharf, George (1820–1895), britischer Maler und Kunstschriftsteller
- Scharf, Hans (1926–1980), deutscher Diplomat, Botschafter der DDR
- Scharf, Hans-Dieter (1930–1998), deutscher Chemiker
- Scharf, Harry, deutscher Handballspieler und -trainer
- Scharf, Hermann (* 1889), deutscher Politiker (LDPD), MdL Sachsen-Anhalt
- Scharf, Hermann-Josef (* 1961), deutscher Politiker (CDU), MdL, MdB
- Schärf, Hilda (1886–1956), österreichische Ehegatte des Bundespräsidenten
- Scharf, Jan Martin (* 1974), deutscher Regisseur und Drehbuchautor
- Scharf, Joachim (1913–1965), deutscher Byzantinist
- Scharf, Joachim-Hermann (1921–2014), deutscher Anatom und Biologe
- Scharf, Josef (1890–1965), deutscher Politiker (BVP, CSU), MdL Bayern und Landrat
- Scharf, Josef (* 1909), deutscher Augenarzt und Hochschullehrer
- Scharf, Julia (* 1981), deutsche FernsehmoderatorinJulia Scharf (* 1981)

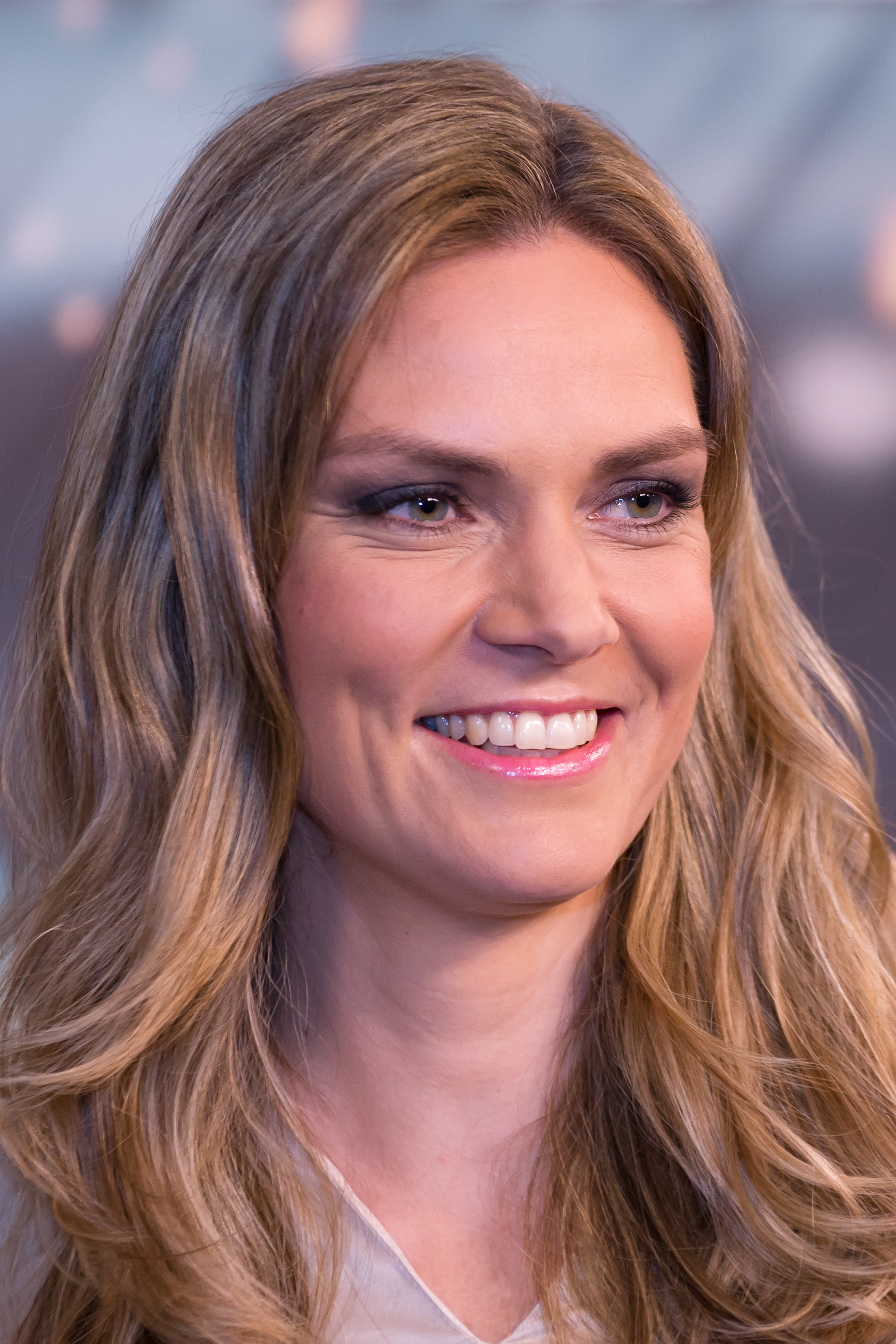
Julia Scharf (* 1981)

- Scharf, Jürgen (* 1952), deutscher Politiker (CDU), MdL
- Scharf, Kurt (1902–1990), deutscher Theologe, evangelischer Bischof und Ratsvorsitzender der evangelischen Kirche in Deutschland
- Scharf, Kurt (* 1940), Übersetzer und Herausgeber
- Scharf, Lothar (1942–2009), deutscher Jazzmusiker und Aquarellist
- Scharf, Ludwig (1864–1939), deutscher Lyriker und Übersetzer
- Scharf, Martin (* 1963), deutscher Politiker (Freie Wähler), MdL Bayern
- Scharf, Natalie (* 1965), deutsche Drehbuchautorin und Filmproduzentin
- Scharf, Norbert (1952–2010), deutscher Politiker (SPD), MdL
- Scharf, Otto (1857–1935), deutscher Bergbauingenieur
- Scharf, Otto (1858–1947), deutscher Fotograf und Turnlehrer
- Scharf, Otto (1875–1942), deutscher Bergbauingenieur, Bergwerksdirektor und Industrie-Manager
- Scharf, Paul-Gerhard (1937–2019), deutscher Architekt
- Scharf, Peter (* 1942), deutscher Ingenieur
- Scharf, Peter (* 1953), deutscher Eishockeyspieler und -trainer
- Scharf, Rainer (1956–2019), deutscher Physiker und Wissenschaftsjournalist
- Scharf, Ralf (1959–2013), deutscher Althistoriker
- Scharf, Raphaela (* 1990), österreichische Fernsehmoderatorin und JournalistinRaphaela Scharf (* 1990)

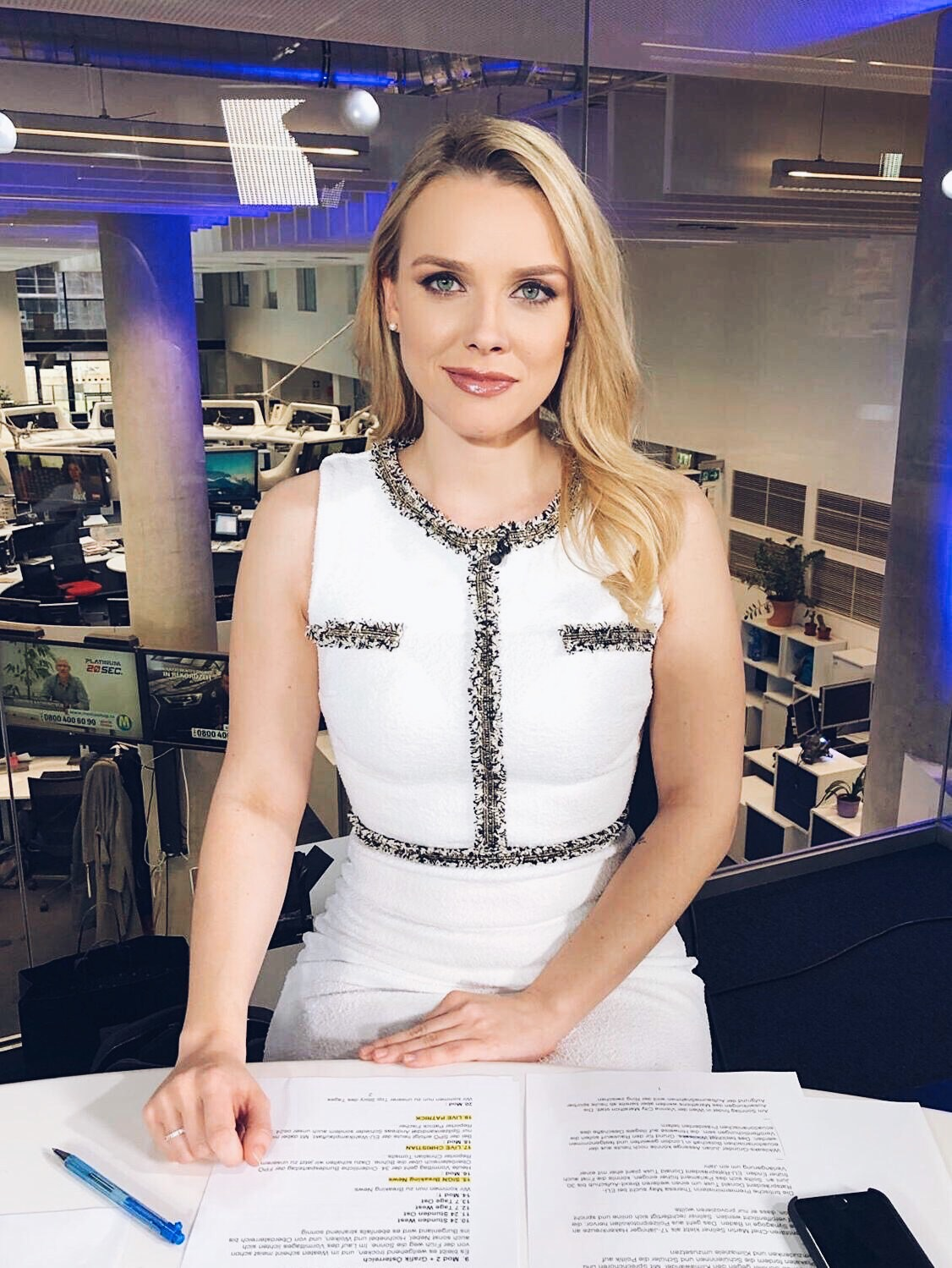
Raphaela Scharf (* 1990)

- Scharf, Rudolf (* 1924), deutscher Internist und Hochschullehrer
- Scharf, Sabine (* 1944), deutsche Schauspielerin
- Scharf, Sabrina (* 1943), US-amerikanische Schauspielerin und Politikerin
- Scharf, Steven (* 1975), deutscher Schauspieler
- Scharf, Ulrike (* 1967), deutsche Politikerin (CSU), MdLUlrike Scharf (* 1967)

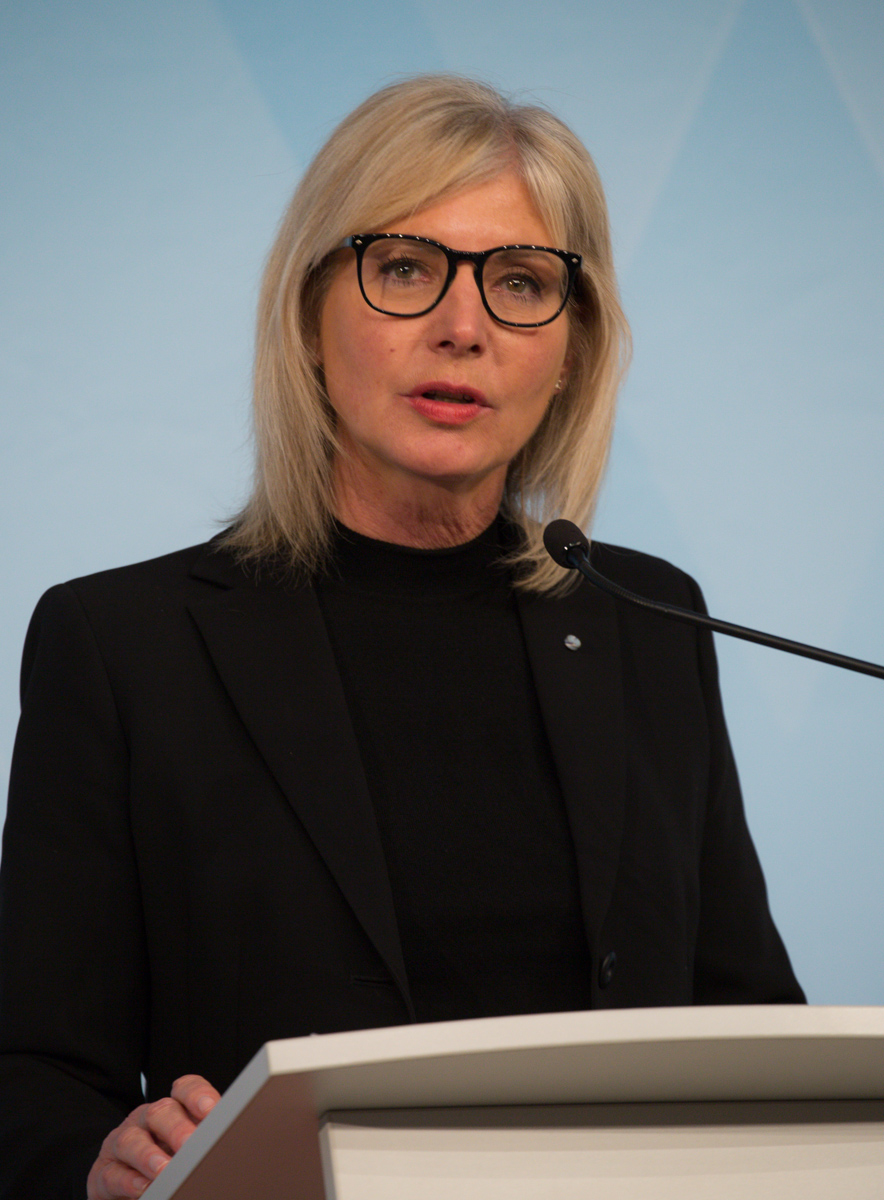
Ulrike Scharf (* 1967)

- Scharf, Volkram Anton (1906–1987), deutscher Kunstmaler und Bildhauer
- Scharf, Walter (1910–2003), US-amerikanischer Filmkomponist
- Scharf, Werner (1906–1945), deutscher Schauspieler
- Scharf, Wilfried (* 1955), österreichischer Musiker
- Scharf, Willi (1896–1971), deutscher Geologe
- Scharf, Wolfgang (* 1945), deutscher Fußballspieler
- Scharf, Wolfgang (* 1959), deutscher Eisschnellläufer
- Scharf, Yuval (* 1985), israelische Schauspielerin
- Scharf-Katz, Raphael (1917–1994), deutscher Vorsitzender einer jüdischen Landesgemeinde
- Scharf-Minichmair, Isabella (* 1971), österreichische bildende Künstlerin und Kunstphilosophin
- Scharf-Wrede, Thomas (* 1959), deutscher Historiker und Archivar
- Scharfe, Gustav (1835–1892), deutscher Opernsänger und Gesangspädagoge
- Schärfe, Karla (* 2003), dänische Leichtathletin
- Scharfe, Martin (1936–2025), deutscher Volkskundler
- Scharfe, Paul (1876–1942), deutscher SS-Obergruppenführer und General der Waffen-SS
- Scharfe, Sidonie (1834–1909), deutsche Stifterin
- Scharfegger, Ambros (1866–1939), österreichischer Politiker (CSP), Abgeordneter zum Nationalrat
- Scharfegger, Friederike (1935–1996), österreichische Tischtennisspielerin
- Scharfenberg, Christian (1806–1853), deutscher Mediziner
- Scharfenberg, Dieter (1932–2012), deutscher Regisseur, Szenarist und Autor
- Scharfenberg, Elisabeth (* 1963), deutsche Politikerin (Bündnis 90/Die Grünen), MdB
- Scharfenberg, Emanuel (1932–2006), deutscher Bildhauer
- Scharfenberg, Georg Ludwig (1746–1810), deutscher Entomologe und lutherischer Pfarrer
- Scharfenberg, Günther (1930–2019), deutscher Diplomat, Botschafter der DDR
- Scharfenberg, Hans-Jürgen (* 1954), deutscher Politiker (SED, PDS, Die Linke), MdLHans-Jürgen Scharfenberg (* 1954)

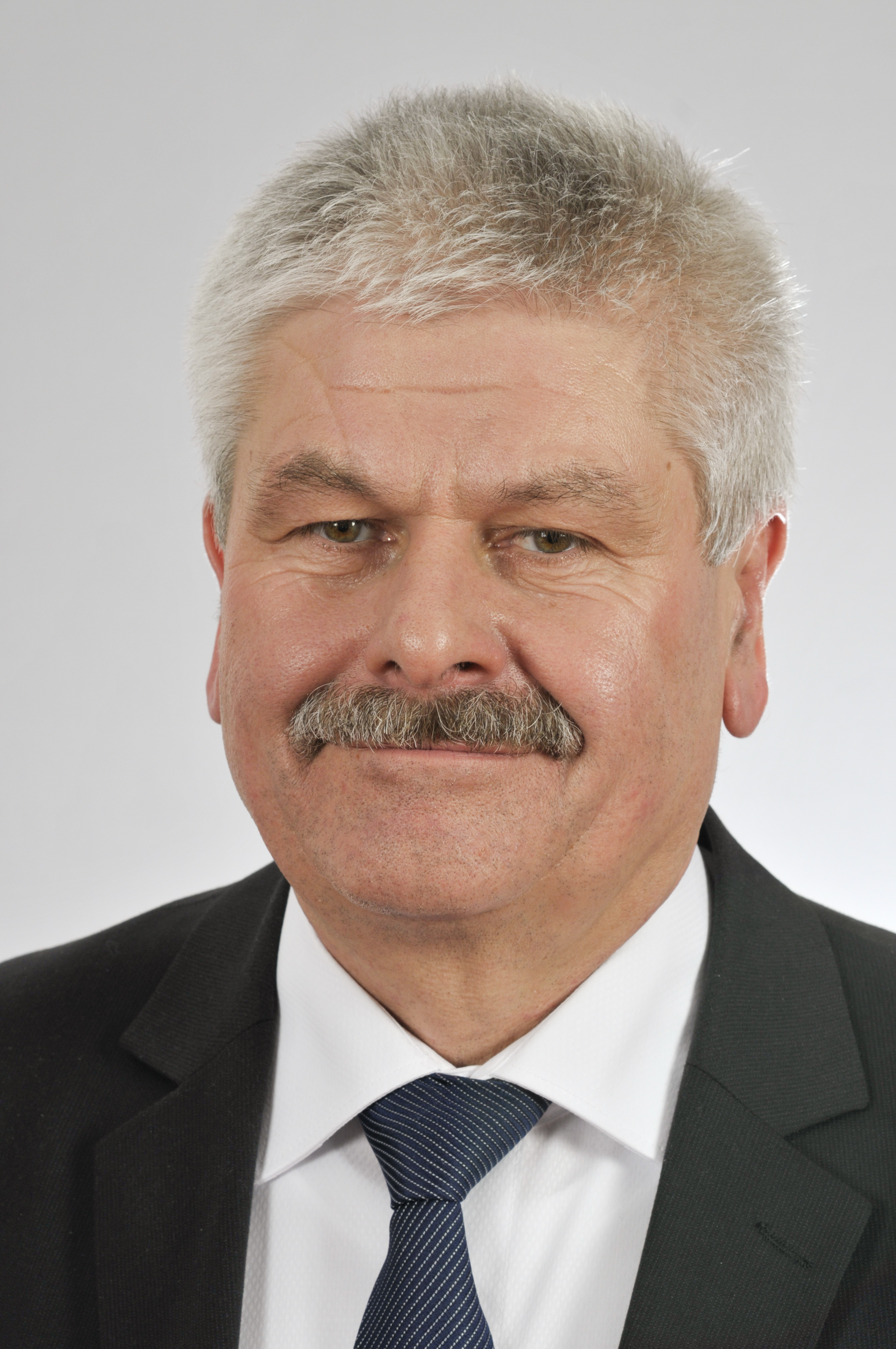
Hans-Jürgen Scharfenberg (* 1954)

- Scharfenberg, Horst (1919–2006), deutscher Fernsehkoch, Journalist, Produzent und Autor
- Schärfenberg, Hugo von († 1359), Bischof von Chiemsee
- Scharfenberg, Jan (* 1994), deutscher Komponist und Filmproduzent
- Scharfenberg, Joachim (1927–1996), deutscher Theologe, Praktischer Theologe und Pastoralpsychologe
- Scharfenberg, Karl (1874–1938), deutscher Eisenbahningenieur
- Scharfenberg, Karl von (1849–1922), Gutsbesitzer, Mitglied des Provinziallandtages der Provinz Hessen-Nassau
- Scharfenberg, Konrad III. von († 1224), Kanzler des Heiligen Römischen Reiches, Bischof von Speyer und Metz
- Scharfenberg, Maria (* 1952), deutsche Politikerin (Bündnis 90/Die Grünen), MdL
- Scharfenberg, Robert (* 1894), deutscher Filmarchitekt
- Scharfenberg, Ute (* 1967), deutsche Dramaturgin, Theaterwissenschaftlerin und Übersetzerin
- Scharfenberg, Wolfgang von (1914–2005), deutscher Landwirt und Tierzüchter
- Scharfenberger, Edward (* 1948), US-amerikanischer Geistlicher, Bischof von Albany
- Scharfenberger, Heike (* 1961), deutsche Politikerin (SPD), MdL
- Scharfenberger, Tobias (* 1964), deutscher Opernsänger (Bariton)
- Scharfenberger, Werner (1925–2001), deutscher Komponist
- Scharfenkamp, Norbert (* 1952), deutscher Wirtschaftswissenschaftler, Manager und Hochschullehrer
- Scharfenort, Jan (* 1972), deutscher Politiker (AfD), MdL
- Scharfenort, Nadine (* 1976), deutsche Geographin
- Scharfenorth, Erwin (1901–1966), deutscher Journalist
- Scharfenorth, Ulrich (* 1941), deutscher Schriftsteller und Autor
- Scharfenstein genannt von Pfeil, Maximilian August von (1762–1824), kurkölnischer Kämmerer und kurpfalz-bayerischer Geheimrat, Vizepräsident der Regierung des Herzogtums Jülich-Berg und Maire von Düsseldorf (1808–1813)
- Scharfenstein, Fritz (* 1925), deutscher Politiker (SED), Minister für Anleitung und Kontrolle der Bezirks- und Kreisräte der DDR
- Scharfetter, Christian (1936–2012), österreichischer Psychiater und Autor
- Scharfetter, Don (1934–2000), US-amerikanischer Elektroingenieur
- Scharfetter, Hans (* 1962), österreichischer Politiker (ÖVP), Abgeordneter zum Salzburger Landtag
- Scharfetter, Maximilian (* 2002), österreichischer Fußballspieler
- Scharfetter, Rudolf (1880–1956), Botaniker und Pflanzengeograph
- Scharff, Alexander (1892–1950), deutscher Ägyptologe
- Scharff, Alexander (1904–1985), deutscher Historiker
- Scharff, Anton (1845–1903), österreichischer Medailleur
- Scharff, Benjamin (1651–1702), Mediziner
- Scharff, Caesar (1864–1902), deutscher Bildhauer
- Scharff, Constance (* 1959), deutsche Ornithologin, Verhaltensforscherin und Neurobiologin
- Scharff, Constantin Alexander (1816–1900), deutscher Kaufmann, Bankier und Abgeordneter
- Scharff, Edwin (1887–1955), deutscher Bildhauer, Medailleur und GrafikerEdwin Scharff (1887–1955)

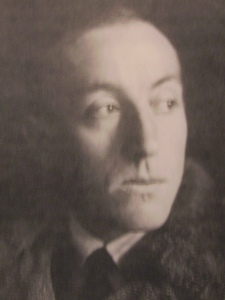
Edwin Scharff (1887–1955)

- Scharff, Friedrich (1845–1918), deutscher Jurist und Politiker
- Scharff, Gottfried (1782–1855), deutscher Kaufmann und Politiker
- Scharff, Gottfried Balthasar (1676–1744), lutherischer Theologe, Liederdichter und Erbauungsschriftsteller
- Scharff, Heinrich (1803–1877), deutscher evangelisch-lutherischer Theologe, Pastor und Parlamentarier
- Scharff, Heinz (1920–2014), österreichischer General
- Scharff, Ilona (1888–1964), ungarische Schauspielerin in Wien, Berlin und München
- Scharff, Johann Martin (1784–1860), deutscher Kaufmann und Abgeordneter
- Scharff, Johannes (1595–1660), deutscher lutherischer Theologe und Philosoph
- Scharff, Julius August Scharff (1812–1876), Richter und Politiker Freie Stadt Frankfurt
- Scharff, Marilena (* 1992), deutsche Leichtathletin
- Scharff, Martin (* 1963), deutscher Küchenmeister und Unternehmer
- Scharff, Peter (* 1924), deutscher Filmarchitekt, Szenen- und Kostümbildner
- Scharff, Peter (* 1957), deutscher Chemiker und Hochschullehrer
- Scharff, Peter (* 1969), deutscher Koch, Unternehmer und Sachbuchautor
- Scharff, Thomas (* 1963), deutscher Historiker
- Scharff, Thomas (* 1970), deutscher Schauspieler
- Scharff, Werner (1912–1945), deutscher Widerstandskämpfer gegen das NS-Regime
- Scharffenberg, Johann von († 1387), Bischof von Passau
- Scharffenberg, Nicolaus (1588–1651), deutscher Professor der Rechte und Bürgermeister von Rostock
- Scharffenorth, Gerta (1912–2014), deutsche Politologin und Theologin
- Scharffenstein, Georg Friedrich (1760–1817), württembergischer Offizier
- Scharffenstein, Julius Friedrich (1689–1756), deutscher evangelischer Geistlicher, Gymnasiallehrer, Schriftsteller, Übersetzer und Publizist geschichtswissenschaftlicher Texte
- Schärfl, Rupert (1920–2007), deutscher Kommunalpolitiker
- Scharfschwerdt, Adolf (1874–1960), deutscher Maler und Zeichner
- Scharfschwerdt, Klaus (1954–2022), deutscher SchlagzeugerKlaus Scharfschwerdt (1954–2022)

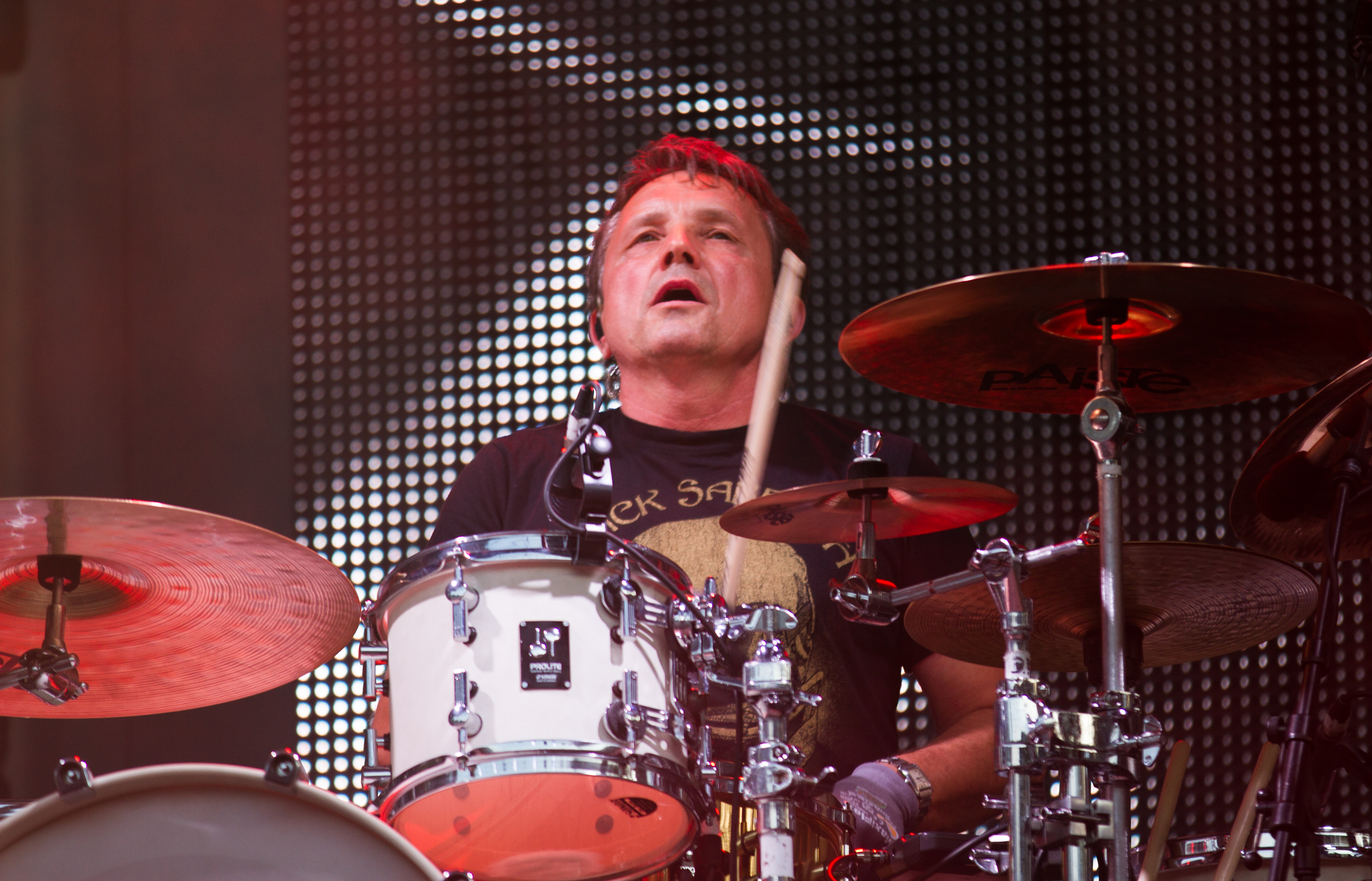
Klaus Scharfschwerdt (1954–2022)

- Scharfschwerdt, Otto (1887–1943), deutscher Gewerkschaftsfunktionär, Sozialdemokrat und Widerstandskämpfer gegen den Nationalsozialismus
- Scharfstedt, Irmengard von (1670–1733), Äbtissin des Klosters Frauenchiemsee (1702–1733)
- Scharfstein, David (* 1960), US-amerikanischer Wirtschaftswissenschaftler

### Scharg
- Scharge, Otto (1894–1976), deutscher Goldschmied
- Scharge-Nebel, Ilse (1904–1988), deutsche Glasgestalterin
- Schargel, Walter E. (* 1975), US-amerikanischer Herpetologe und Hochschullehrer
- Schargin, Juri Georgijewitsch (* 1960), russischer Kosmonaut
- Schargunow, Sergei Alexandrowitsch (* 1980), russischer Schriftsteller

### Scharh
- Scharhag, Markus (* 1971), deutscher Volleyballspieler
- Scharhag, Werner (1926–2007), deutscher Politiker (SPD)

### Schari
- Schariati, Ali (1933–1977), iranischer Soziologe und IntellektuellerAli Schariati (1933–1977)

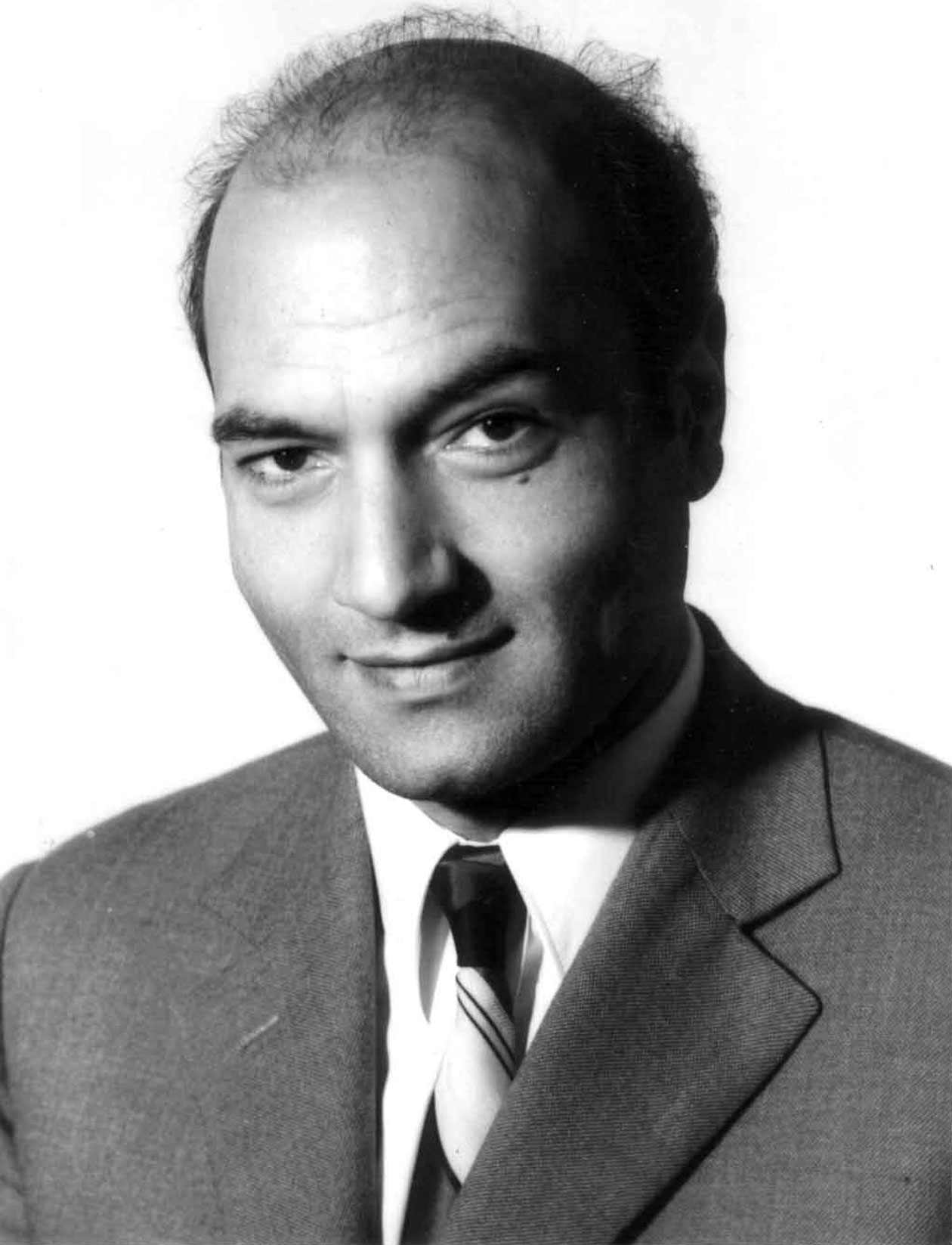
Ali Schariati (1933–1977)

- Schariatmadari, Mohammad Kazem (1906–1986), iranischer Großajatollah
- Schariczer von Rény, Georg (1864–1945), österreichisch-ungarischer General der Infanterie im Ersten Weltkrieg
- Scharīf al-Murtadā, asch- († 1044), zwölferschiitischer Rechtsgelehrter und Koran-Kommentator zur Zeit der Buyiden
- Scharīf ar-Radī, asch- († 1016), schiitischer Theologe und Dichter
- Scharif Pascha, Muhammad (1826–1887), ägyptischer Politiker
- Scharif, Mohammad Abd al-Ghaffar asch- (* 1953), kuwaitischer Rechtswissenschaftler
- Scharif-Emami, Dschafar (1910–1998), iranischer Politiker und Ministerpräsident
- Scharifi, Naim (* 1992), tadschikisch-russischer Fußballspieler
- Scharifjanow, Wadim Rimowitsch (* 1975), russischer Eishockeyspieler
- Scharifowa, Gulsumbij (* 1997), tadschikische Sprinterin
- Scharifsade, Abbas Mirsa (1893–1938), aserbaidschanischer Schauspieler und Regisseur
- Scharifu, Mdachi bin, tansanischer Rassismuskritiker der deutschen Kolonialherrschaft in Deutschland
- Scharifullin, Ruslan Rafailewitsch (* 1985), russischer Freestyle-Skisportler
- Scharij, Anatolij (* 1978), ukrainischer Journalist, Webvideoproduzent, Vlogger und Betreiber des Nachrichtenportals „Sharij.net“
- Scharikadse, Merab (* 1993), georgischer Rugby-Union-Spieler
- Scharikow, Sergei Alexandrowitsch (1974–2015), russischer Säbelfechter und zweifacher Olympiasieger
- Scharikow, Wjatscheslaw Nikiforowitsch (1937–2004), sowjetischer bzw. russischer Filmschauspieler
- Scharin-Serenyi, Eugen (1904–1969), österreichisch-ungarisch stämmiger Filmschaffender
- Scharina, Natalja Grigorjewna (* 1957), russische Bibliothekarin
- Scharinger, Anton (* 1961), österreichischer Opernsänger (Bassbariton)
- Scharinger, Ludwig (1942–2019), österreichischer BankmanagerLudwig Scharinger (1942–2019)

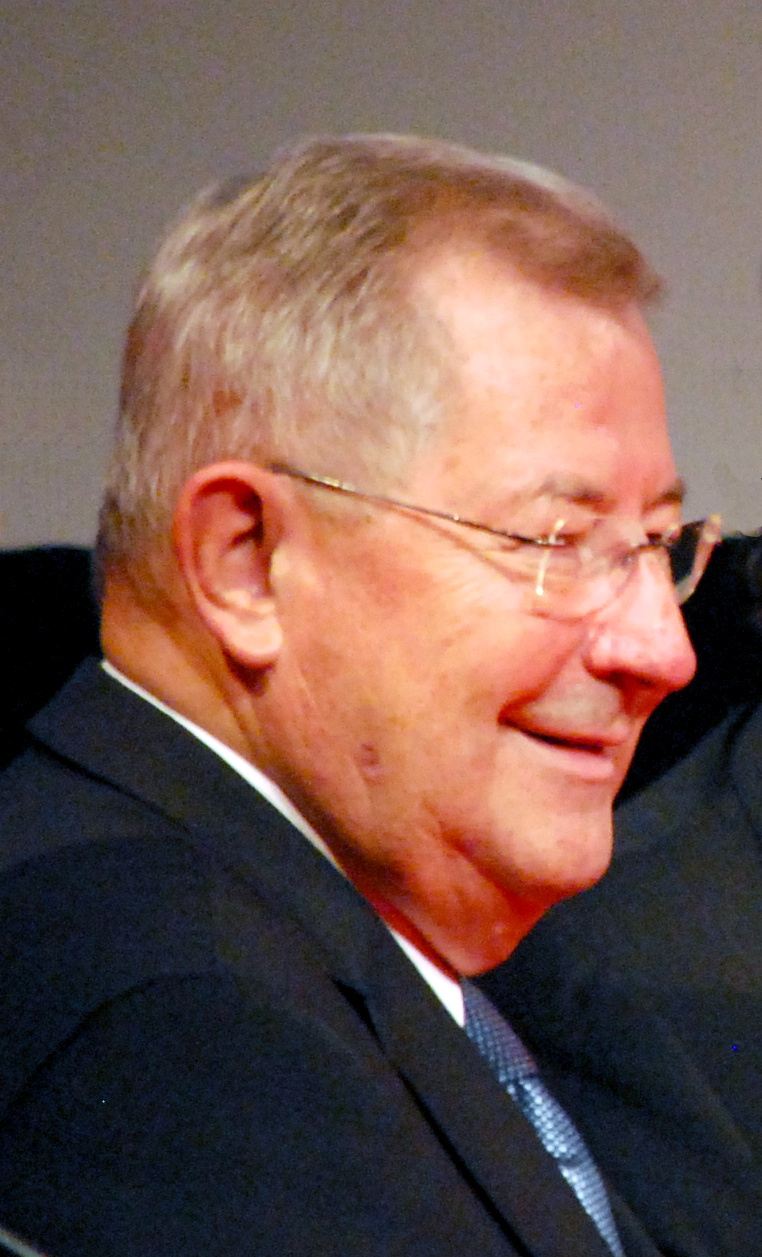
Ludwig Scharinger (1942–2019)

- Scharinger, Mathias (* 1976), deutscher Phonetiker
- Scharinger, Max (* 1950), deutscher Diplomat
- Scharinger, Peter (* 1986), österreichischer Judoka
- Scharinger, Rainer (* 1967), deutscher Fußballspieler und -trainer
- Scharinger, Rudolf (* 1965), österreichischer Politiker (SPÖ), Bürgermeister von Traun
- Schäringer, Wilhelm (1897–1979), österreichischer Politiker und Markscheider
- Scharioth, Bernd (* 1937), Dokumentarfilmregisseur für das DDR-Fernsehen
- Scharioth, Klaus (* 1946), deutscher DiplomatKlaus Scharioth (* 1946)

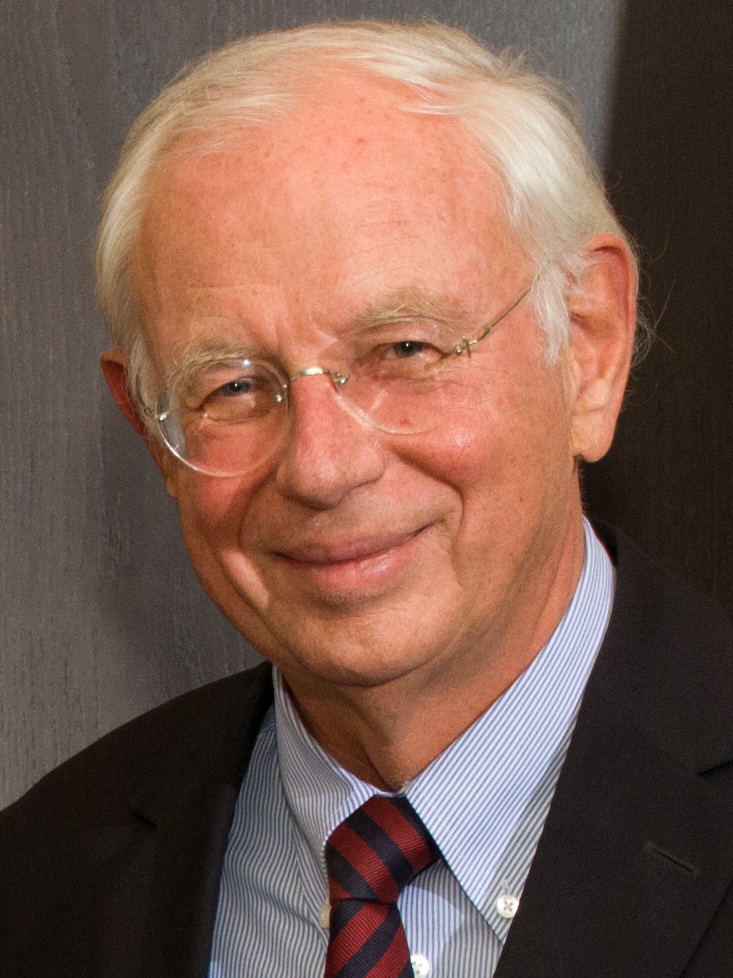
Klaus Scharioth (* 1946)

- Scharipow, Albert Dinarowitsch (* 1993), russischer Fußballspieler
- Scharipow, Denis Railewitsch (* 1998), russischer E-Sportler
- Scharipow, Kajumschan (* 1991), kirgisischer Fußballspieler
- Scharipow, Marat Dschaudatowitsch (* 2002), russischer Tennisspieler
- Scharipow, Marsel Fanisowitsch (* 1985), russischer Biathlet
- Scharipow, Mital (1972–2011), kirgisischer Gewichtheber
- Scharipow, Rustam (* 1971), ukrainischer Turner
- Scharipow, Salischan Schakirowitsch (* 1964), russischer Kosmonaut
- Scharipsjanow, Damir Amirsjanowitsch (* 1996), russischer Eishockeyspieler
- Schariry, Erich (1892–1974), deutscher Politiker
- Schariya, Sängersklavin im Abbasiden-Kalifat
- Scharizer, Karl (1901–1956), österreichischer Politiker (NSDAP), MdR, Mitglied des BundesratesKarl Scharizer (1901–1956)

Karl Scharizer (1901–1956)

- Scharizer, Rudolf (1859–1935), österreichischer Mineraloge und Petrograph

### Schark
- Schark, Rainer (* 1944), deutscher Mathematiker und Zahlentheoretiker
- Scharka, Jelisaweta (* 1992), ukrainische Badmintonspielerin
- Scharkawi, Abd ar-Rahman (1921–1987), ägyptischer Schriftsteller
- Scharkewitsch, Alexei (* 1979), russischer Musikproduzent
- Scharkow, Boris Jurjewitsch (* 1950), russischer Physiker
- Scharkow, Georgi (* 1976), bulgarischer Skispringer
- Scharkow, Wladimir Alexandrowitsch (* 1988), russischer Eishockeyspieler
- Scharkow, Wladimir Iwanowitsch (1928–2000), sowjetischer zweiter Sekretär (1972 bis 1974) und erster Sekretär (1974 bis 1984) des Stadtkomitees in Schdanow (früher Mariupol)
- Scharkowa, Marija Sergejewna (* 1988), russische Tennisspielerin
- Scharkowa, Olga Nikolajewna (* 1979), russische Curlerin
- Scharkowa, Polina Jurjewna (* 1994), russische Handballspielerin
- Scharkowskyj, Oleksandr (1936–2022), ukrainischer Mathematiker

### Scharl
- Scharl, Alois (1922–1994), deutscher Maler und Grafiker
- Scharl, Anton (* 1957), deutscher Gynäkologe und Geburtshelfer
- Scharl, Benno (1741–1812), bayrischer Autor und Ökonomie-Verwalter
- Scharl, Emmeran (1911–1967), deutscher katholischer Geistlicher
- Scharl, Frank (* 1963), deutscher Regieassistent
- Scharl, Franz (* 1958), österreichischer römisch-katholischer Geistlicher und Weihbischof der Erzdiözese Wien
- Scharl, Josef (1896–1954), deutscher Maler und Graphiker des ExpressionismusJosef Scharl (1896–1954)

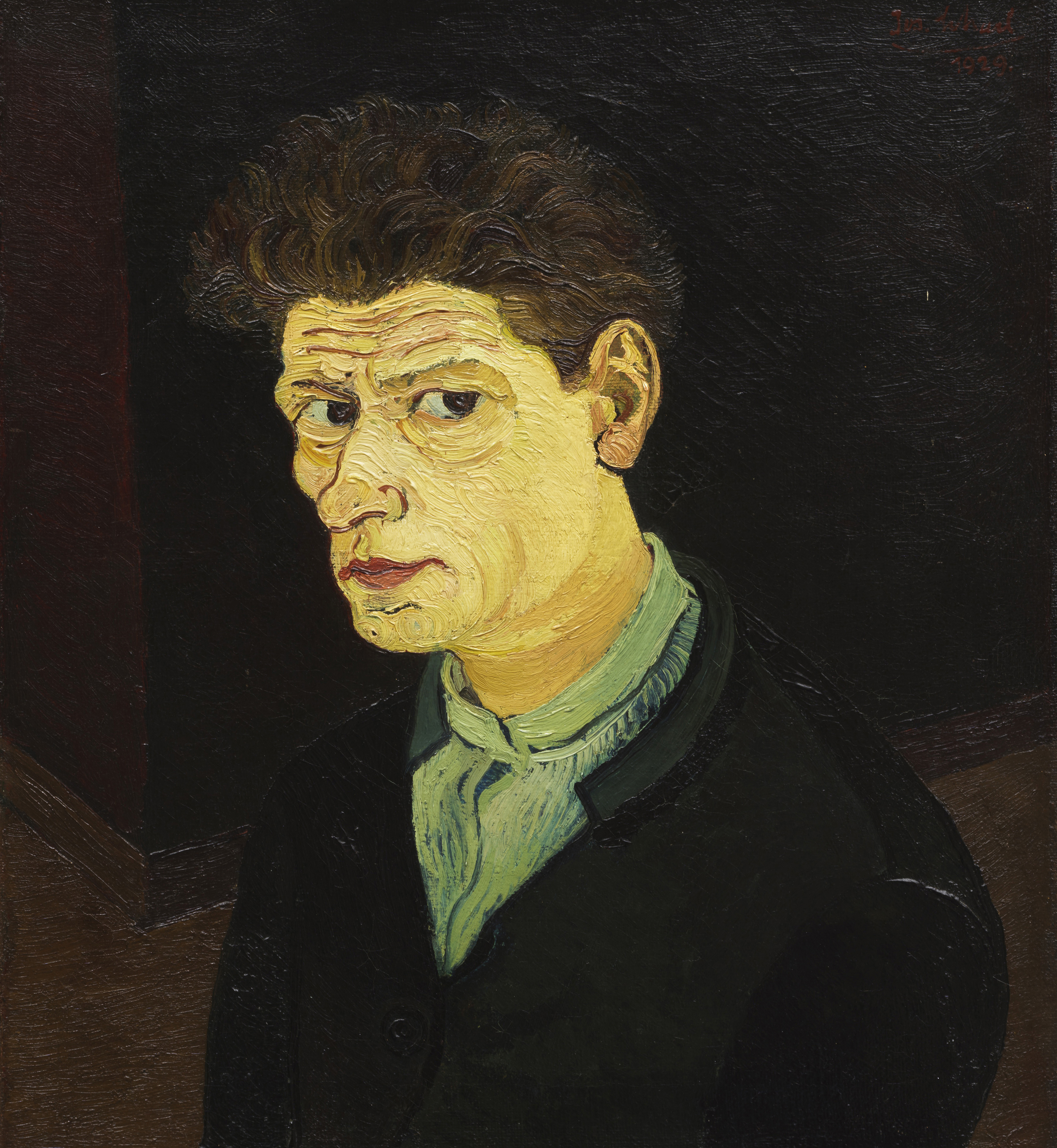
Josef Scharl (1896–1954)

- Scharl, Louise (1847–1913), deutsch-österreichische Theaterschauspielerin
- Scharl, Ludwig (1929–2011), deutscher Maler
- Scharl, Michael (1835–1888), deutscher Kommunalpolitiker
- Scharl, Placidus (1731–1814), Theologieprofessor
- Scharl, Silviane (* 1977), deutsche Prähistorikerin, Hochschullehrerin
- Scharlach, Eduard (1811–1891), deutscher Maler
- Scharlach, Gustav (1811–1881), deutscher Verwaltungsjurist
- Scharlach, Julius (1842–1908), Hamburger Rechtsanwalt und deutscher Kolonialunternehmer
- Scharlach, Matthias (* 1950), deutscher Pädagoge, Unternehmer und Autor
- Scharlach, Otto (1876–1957), Hamburger Wirtschaftsanwalt und Autor
- Scharlau, Gustav Wilhelm (1809–1861), deutscher Arzt
- Scharlau, Ingrid (* 1967), deutsche Kognitionspsychologin
- Scharlau, Kurt (1906–1964), deutscher Geograph und SS-Führer
- Scharlau, Rudolf (* 1952), deutscher Mathematiker
- Scharlau, Ulf (1943–2021), deutscher Musikwissenschaftler
- Scharlau, Winfried (1934–2004), deutscher Journalist und HistorikerWinfried Scharlau (1934–2004)

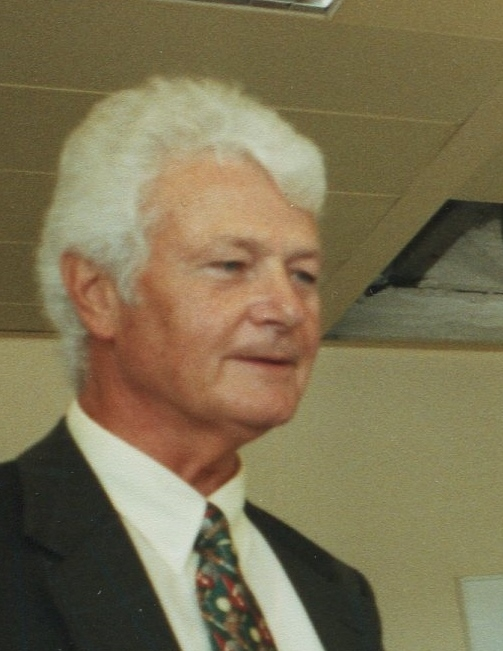
Winfried Scharlau (1934–2004)

- Scharlau, Winfried (1940–2020), deutscher Mathematiker
- Scharlé, Stéphane (* 1982), französischer Fusionmusiker (Schlagzeug, Komposition)
- Scharley, Hubert (1905–1969), deutscher Gewerkschafter und Politiker (SPD), MdL
- Schärli, Hans (1925–2014), Schweizer Politiker (CVP)
- Schärli, Josef (1920–2008), Schweizer katholischer Priester, Stiftspropst
- Schärli, Peter (* 1955), Schweizer Jazzmusiker
- Schärli-Gerig, Yvonne (* 1952), Schweizer Politikerin (SP)
- Scharlieb, Mary (1845–1930), britische Ärztin
- Schärlig, Max (1940–1979), Schweizer Maler und Zeichner
- Scharling, Henrik (1836–1920), dänischer Schriftsteller und Hochschulrektor
- Scharling, Vagn (* 1962), dänischer Radrennfahrer
- Scharling, William (1837–1911), dänischer Politiker und Nationalökonom, Mitglied des Folketing, Finanzminister
- Scharlipp, Heinz (1916–1974), deutscher Architekt und Bauingenieur
- Scharlipp, Wolfgang-Ekkehard (* 1947), deutscher Turkologe
- Scharloth, Joachim (* 1972), deutscher Linguist

### Scharm
- Scharmacher, Brigitte (* 1951), deutsche Tischtennisspielerin
- Scharmann, Arthur (1928–2012), deutscher Physiker
- Scharmann, Michael (* 1974), deutscher Kommunalpolitiker (Freie Wähler), Oberbürgermeister von Weinstadt
- Scharmann, Peter (* 1950), österreichischer Rennfahrer
- Scharmann, Theodor (1907–1986), deutscher Psychologe
- Scharmer, Franz (1891–1984), österreichischer Pädagoge und Sozialreformer
- Schärmer, Georg (* 1956), österreichischer Pädagoge, Caritas-Direktor in der Diözese Innsbruck
- Scharmer, Otto (* 1961), deutscher Ökonom und Senior Lecturer am Massachusetts Institut for Technology (MIT)Otto Scharmer (* 1961)

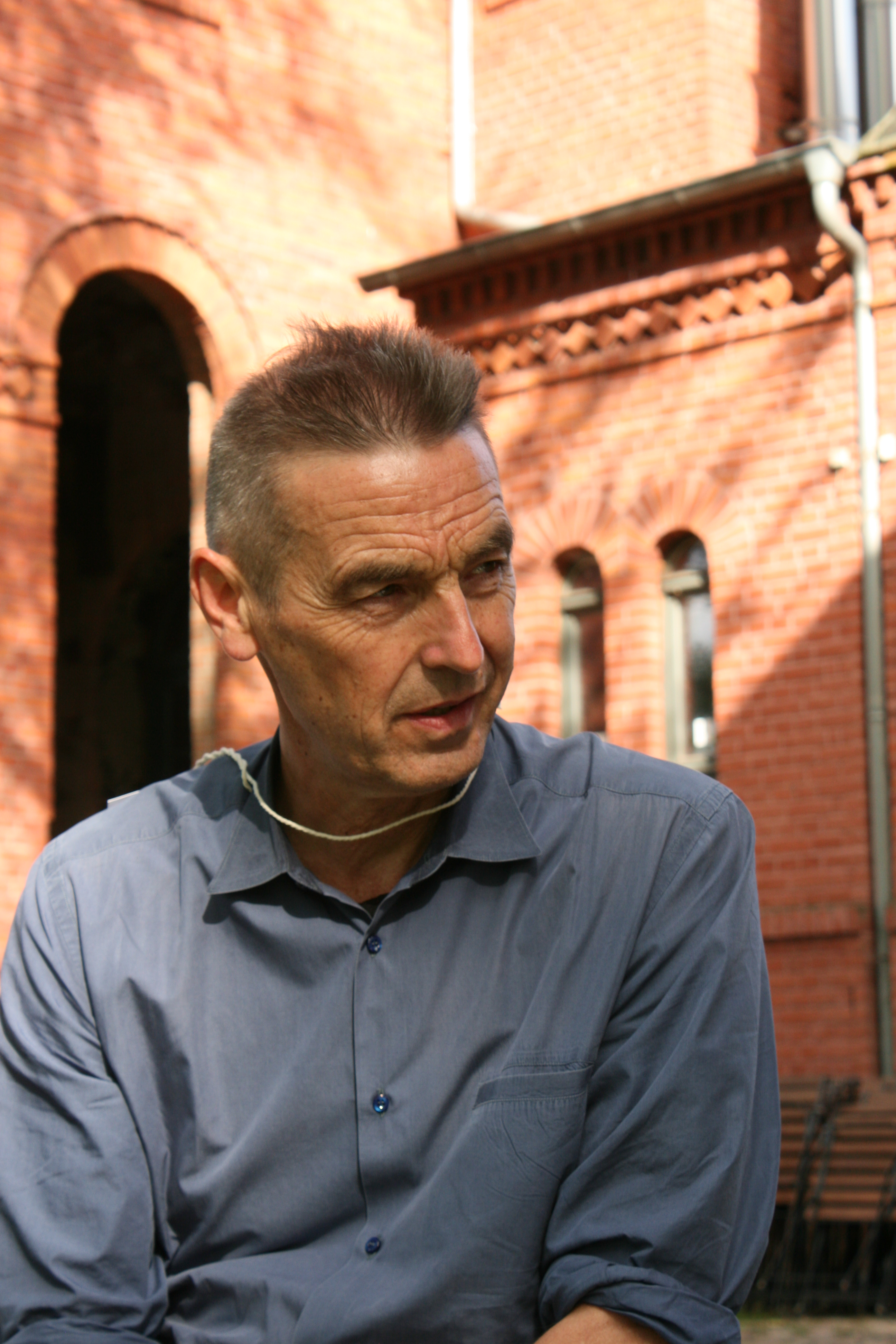
Otto Scharmer (* 1961)

- Scharmer, Robert (1862–1940), deutscher Verwaltungsjurist und Ministerialbeamter
- Scharmer, Tizian-Valentino (* 2004), österreichischer Fußballspieler
- Scharmin, Andy (1967–1989), niederländischer Fußballspieler
- Scharmin, Chris (* 1966), belgischer Radrennfahrer
- Scharmina, Jekaterina Michailowna (* 1986), russische Leichtathletin
- Scharmitzel, Theodor (1878–1963), deutscher Verleger und Politiker (CDU)
- Scharmitzer, Leopold (1882–1944), österreichischer Politiker (CS/VF), Landtagsabgeordneter
- Scharmuchamedow, Älschan (1944–2022), sowjetischer Basketballspieler
- Scharmweber, Jannik (* 1990), deutscher Schauspieler und Model

### Scharn
- Scharn, Haico (1945–2021), niederländischer Leichtathlet
- Scharnachthal, Hans Rudolf von († 1512), Ritter und Schultheiss von Bern
- Scharnachthal, Niklaus von († 1489), Schultheiss von Bern
- Scharnagel, Sebastian (1791–1837), deutscher Maler
- Scharnagel, Thomas (1880–1953), deutscher Saatgutexperte und Pflanzenzüchter
- Scharnagl, Anton (1877–1955), bayerischer katholischer Geistlicher und Abgeordneter
- Scharnagl, August (1914–2007), deutscher Musikpädagoge und Musikforscher
- Scharnagl, Dieter L. (1941–2015), deutscher Motorsport-Journalist
- Scharnagl, Georg (1880–1965), sudetendeutscher Politiker
- Scharnagl, Karl (1881–1963), deutscher Politiker (CSU), Oberbürgermeister von München (1925–1933 und 1945–1948)
- Scharnagl, Martin (* 1988), österreichischer Musiker und Komponist
- Scharnagl, Michael (* 1989), österreichischer Parasportler
- Scharnagl, Theobald (1867–1943), österreichisch-tschechischer Ordensgeistlicher, Abt des Klosters Osek
- Scharnagl, Wilfried (1938–2018), deutscher Politiker (CSU), Chefredakteur des „Bayernkurier“ und BuchautorWilfried Scharnagl (1938–2018)

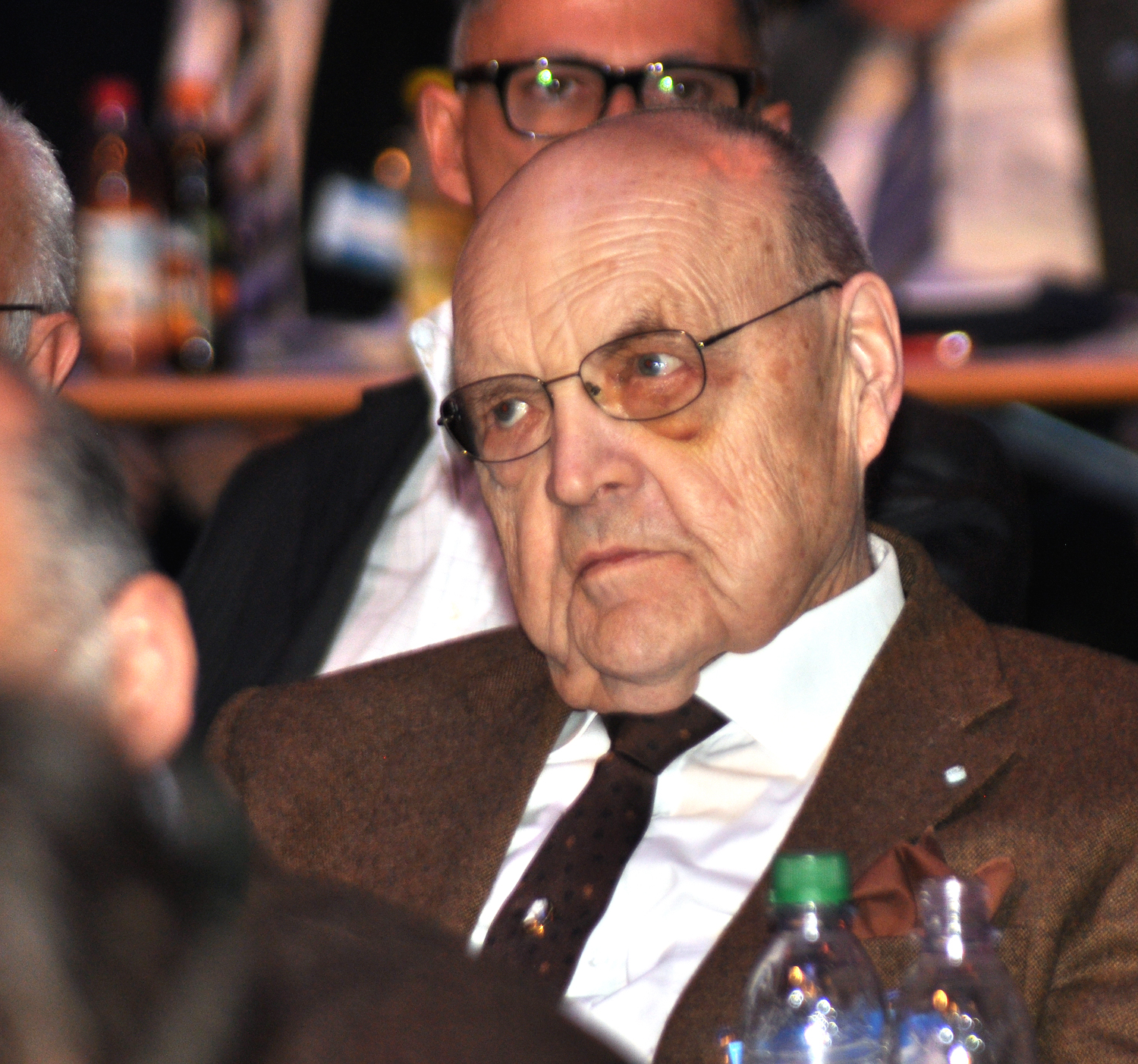
Wilfried Scharnagl (1938–2018)

- Scharnberg, Hugo (1893–1979), deutscher Politiker (CDU), MdHB, MdB
- Scharnberg, Stefanie (* 1967), deutsche Kinderbuchillustratorin
- Scharnekau, Georg (1505–1558), deutscher evangelischer Theologe und Reformator
- Scharner, Benedict (* 2005), österreichischer Fußballspieler
- Scharner, Daniel (* 1997), österreichischer Fußballspieler
- Scharner, Kilian (* 2003), österreichischer Fußballspieler
- Scharner, Paul (* 1980), österreichischer Fußballspieler
- Scharnhop, Willi (1904–1968), deutscher Landwirt und Politiker (DP, CDU)
- Scharnhorst, Gerhard (1915–2009), deutscher Politiker (CDU), MdL
- Scharnhorst, Gerhard von (1755–1813), preußischer GeneralleutnantGerhard von Scharnhorst (1755–1813)

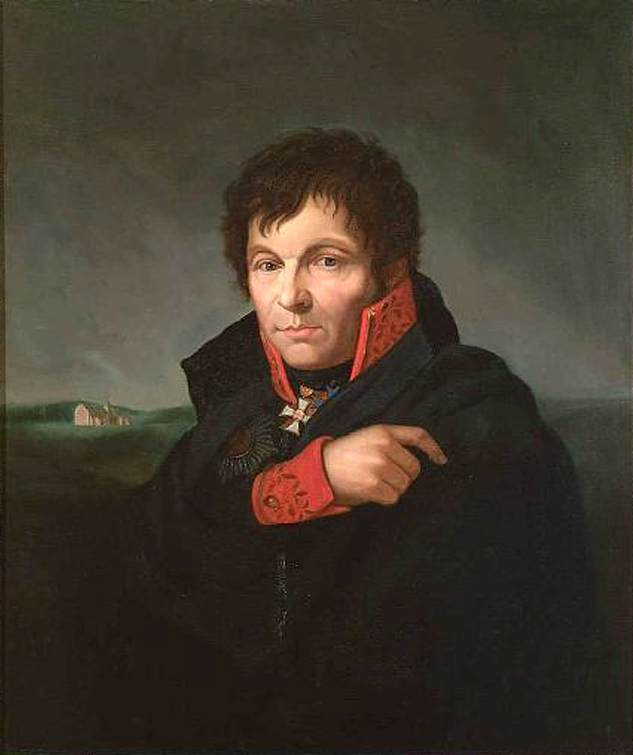
Gerhard von Scharnhorst (1755–1813)

- Scharnhorst, Konstantin Wassiljewitsch (1846–1908), russischer Marineoffizier, Topograf und Hochschullehrer
- Scharnhorst, Wilhelm von (1786–1854), preußischer General der Infanterie
- Scharnigg, Max (* 1980), deutscher Schriftsteller und Journalist
- Scharnitzky, Gabrielle (* 1956), deutsche Schauspielerin
- Scharnke, August (1885–1931), deutscher Psychiater, Sanitätsoffizier und Hochschullehrer
- Scharnke, Reinhold (1899–1983), deutscher Journalist, Musikschriftsteller, Musikkritiker, Komponist und Musikpädagoge
- Scharnofske, Lizzy (* 1981), deutsche Jazzmusikerin
- Scharnow, Ulrich (1926–1999), deutscher Kapitän und Nautiklehrer
- Scharnow, Willy (1897–1985), deutscher Reiseunternehmer, zuletzt bei der TUI
- Scharnowski, Ernst (1896–1985), deutscher Politiker (SPD), MdA
- Scharnowski, Hans Werner (* 1954), deutscher Musiker, Arrangeur, Produzent und Komponist christlicher Popmusik
- Scharnowski, Haug (* 1969), US-amerikanisch-deutscher Basketballspieler
- Scharnowski, Helmuth (* 1949), deutscher Fußballtrainer
- Scharnschlager, Leupold († 1563), Persönlichkeit der Täuferbewegung
- Scharnweber, Christian Friedrich (1770–1822), preußischer Beamter
- Scharnweber, Georg (1816–1894), deutscher Politiker
- Scharnweber, Karl (* 1950), deutscher Kirchenmusiker, Jazzmusiker und Komponist
- Scharnweber, Otto (1907–1980), deutscher Lehrer und Kunsterzieher
- Scharnweber, Walter (1910–1975), deutscher Kinderbuch-Illustrator

### Scharo
- Scharochin, Michail Nikolajewitsch (1898–1974), sowjetisch-russischer Generaloberst und Held der Sowjetunion
- Scharojan, Amalja (* 1988), armenische Leichtathletin
- Scharold, Bernhard (* 1962), deutscher Fußballspieler und -trainer
- Scharold, Carl Gottfried (1769–1847), deutscher Historiker und Verwaltungsjurist
- Scharold, Hans (1881–1960), deutscher Lehrer
- Scharon, Ariel (1928–2014), israelischer General und PolitikerAriel Scharon (1928–2014)

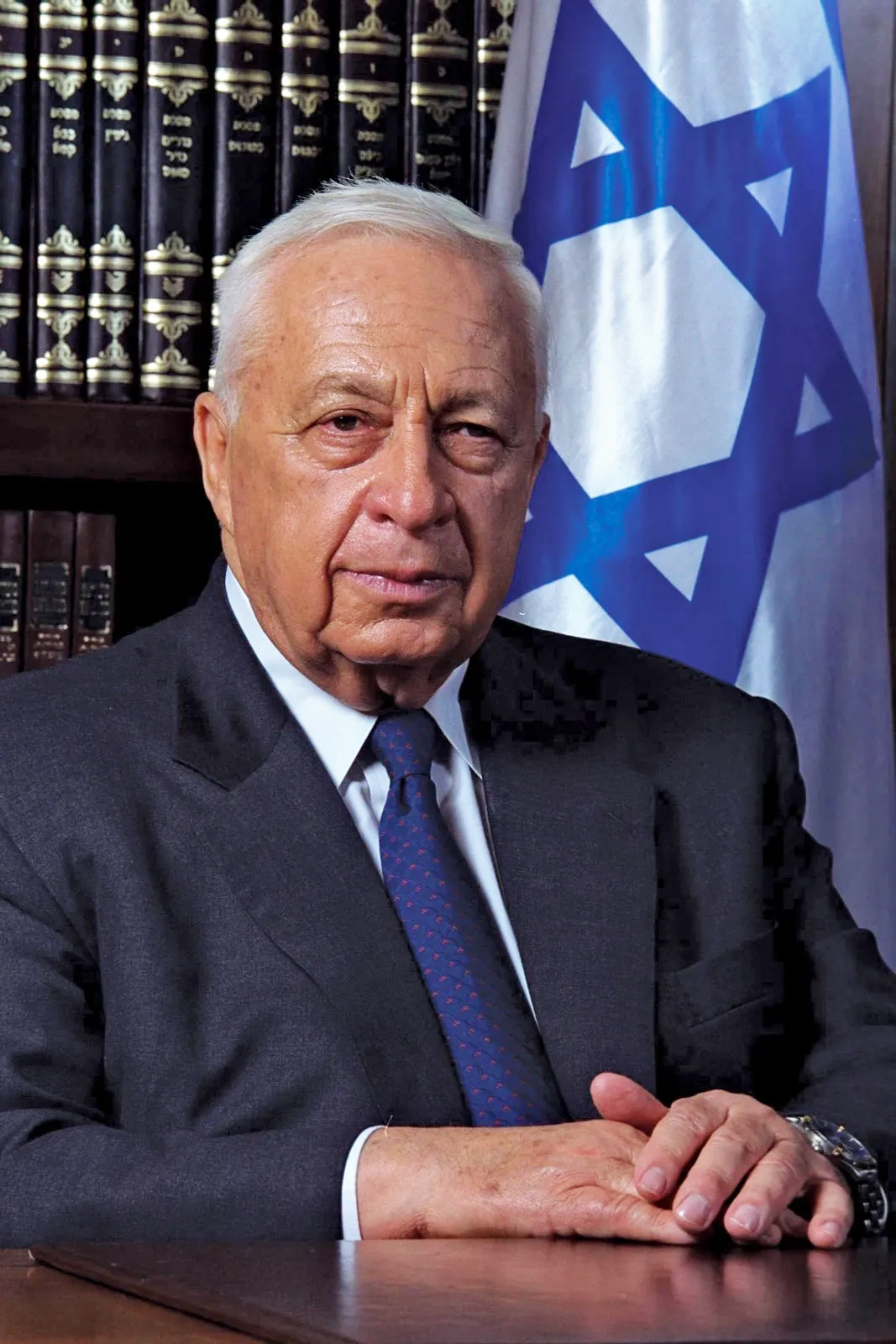
Ariel Scharon (1928–2014)

- Scharon, Manfred (* 1952), deutscher Fußballspieler
- Scharon, Omri (* 1964), israelischer Landwirt
- Scharonow, Jewgeni Konstantinowitsch (* 1958), sowjetischer Wasserballspieler
- Scharonow, Roman Sergejewitsch (* 1976), russischer Fußballspieler
- Scharonow, Wsewolod Wassiljewitsch (1901–1964), sowjetischer Astronom
- Scharoun, Hans (1893–1972), deutscher ArchitektHans Scharoun (1893–1972)

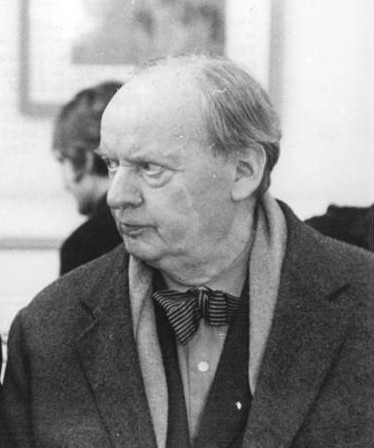
Hans Scharoun (1893–1972)

- Scharow, Alexander Alexandrowitsch (* 1964), russischer Politiker und derzeitiger Vorsitzender der Roskomnadsor
- Scharow, Alexander Alexejewitsch (1904–1984), russisch-sowjetischer Dichter
- Scharow, Juri Dmitrijewitsch (1939–2021), sowjetischer Florettfechter
- Scharow, Michail Iwanowitsch (1900–1981), sowjetischer Schauspieler
- Scharow, Sergei Alexandrowitsch (* 1945), sowjetisch-russischer Bildhauer
- Scharow, Wladimir Alexandrowitsch (1952–2018), russischer Schriftsteller
- Scharow-Delone, Sergei Alexandrowitsch (1956–2019), sowjetischer bzw. russischer Restaurator und Bürgerrechtler
- Scharowa, Inessa Christianowna (1931–2021), sowjetisch-russische Entomologin und Hochschullehrerin
- Scharowa, Margarita Wassiljewna (1925–2019), sowjetische Schauspielerin
- Scharowa, Natalja (* 1972), russische Sprinterin
- Scharowarow, Konstantin Grigorjewitsch (* 1964), belarussischer Handballspieler und -trainer
- Scharowsky, Ella (1885–1941), deutsche Malerin
- Scharowsky, Günther (1891–1953), deutscher Wirtschaftsmanager
- Scharowsky, Justus (* 1980), deutscher Hockeyspieler

### Scharp
- Scharp, Fiene (* 1984), deutsche Künstlerin
- Scharp, Heinrich (1899–1977), deutscher Journalist, Historiker und Vertreter des Politischen Katholizismus
- Scharp, Rudolf (1925–2013), deutscher Grafiker
- Scharpenberg, Benno (* 1957), deutscher Jurist
- Scharpenberg, Frank (* 1971), deutscher Fußballspieler
- Scharpenberg, Margot (1924–2020), deutsch-amerikanische Schriftstellerin
- Scharpenseel, Carlhans (1907–2002), deutscher Jurist, Bundesrichter am Bundesgerichtshof
- Scharpf, Christian (* 1971), deutscher Politiker (SPD), Oberbürgermeister von Ingolstadt
- Scharpf, Fritz W. (* 1935), deutscher Rechtswissenschaftler und Politologe
- Scharpf, Gundi (1941–2022), deutsche Tierpflegerin, Leiterin der Aufzuchtstation der Wilhelma
- Scharpf, Hans-Christof (* 1938), deutscher Agrarwissenschaftler
- Scharpf, Matthäus, Baumeister des Süddeutschen Barocks
- Schärpf, Otto (1929–2019), deutscher Physiker, Hochschullehrer und Priester im Orden der Jesuiten
- Scharpf, Rudolf (1919–2014), deutscher Maler und Graphiker
- Scharpf, Valentin (* 1988), deutscher Eishockeyspieler
- Scharpff, Carl (* 1806), bayerischer Abgeordneter
- Scharpff, Christian (* 1804), deutscher Publizist und Professor
- Scharpff, Franz Anton von (1809–1879), deutscher katholischer Theologe
- Scharpff, Jacobus (* 1902), niederländischer Fußballspieler
- Scharpff, Walter (1894–1974), deutscher Internist
- Scharpff-Striebich, Carolin (* 1963), deutsche Kulturmanagerin
- Scharping, Jens (* 1974), deutscher Fußballspieler
- Scharping, Karl (* 1908), deutscher Journalist und Funktionär im Reichsministerium für Volksaufklärung und Propaganda
- Scharping, Rudolf (* 1947), deutscher Politiker (SPD), MdL, MdB, SportfunktionärRudolf Scharping (* 1947)

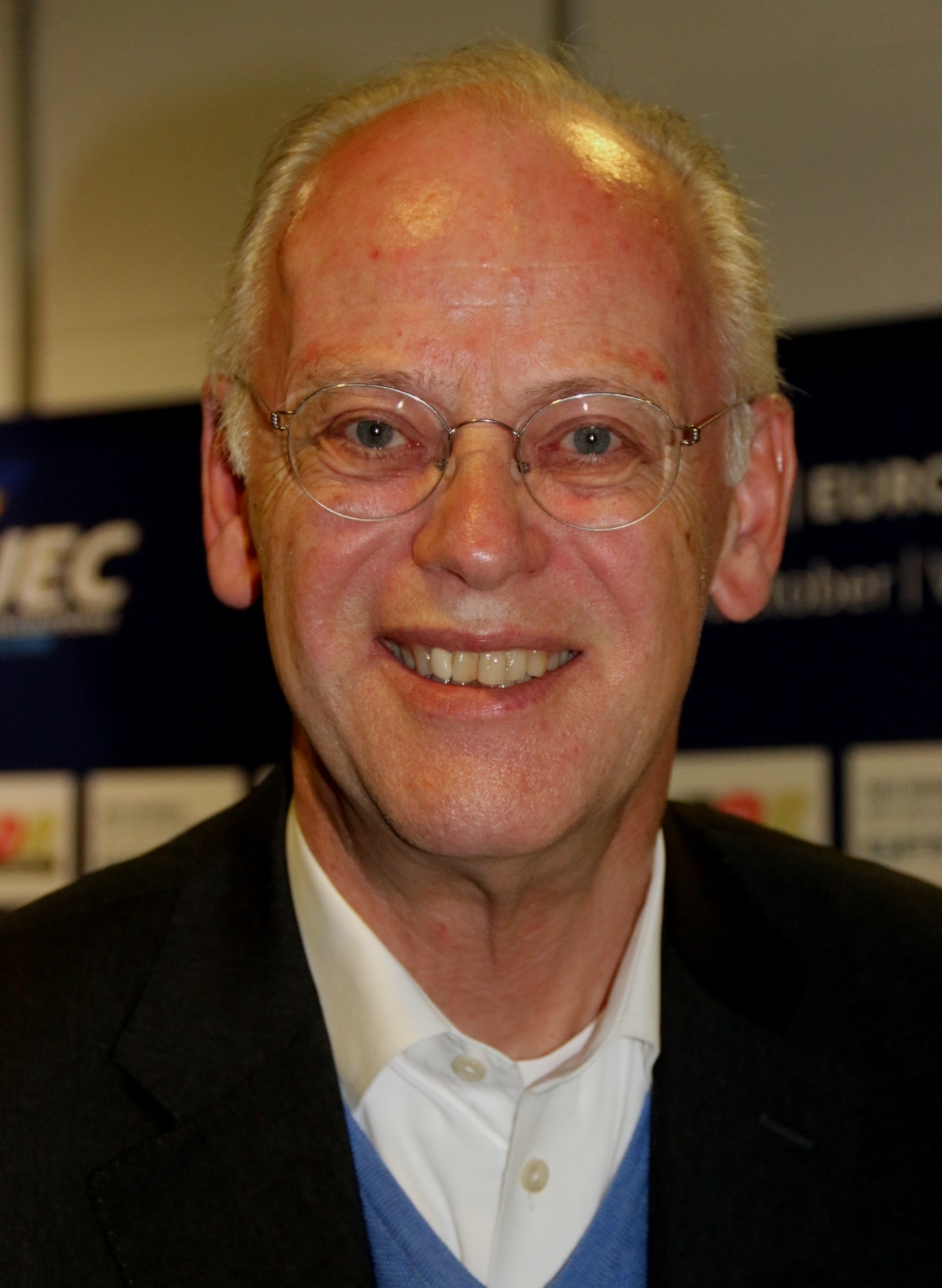
Rudolf Scharping (* 1947)

- Scharping, Thomas (* 1948), deutscher Sinologe und Hochschullehrer
- Scharpwinkel, Wilhelm (1904–1947), deutscher Jurist, Gestapo-Mitarbeiter und SS-Führer

### Scharq
- Scharq, Mohammad Hasan (* 1925), afghanischer Politiker
- Scharqi, Hamad ibn Muhammad asch- (* 1948), Herrscher des Emirates Fudschaira

### Scharr
- Scharr, Heinz (1924–2017), deutscher bildender Künstler
- Scharr, Kurt (* 1970), österreichischer Historiker und Geograph, Hochschullehrer in Innsbruck
- Scharr, Maximilian (* 2002), deutscher Schauspieler
- Scharras, Susanne (* 1965), deutsche Fußballspielerin
- Scharre, Julius (1810–1868), deutscher demokratischer Politiker und Bürgermeister
- Scharre, Max (1867–1955), deutscher Journalist und Schriftsteller
- Scharrelmann, Heinrich (1871–1940), Bremer Schulleiter und Pädagoge
- Scharrelmann, Marcel (* 1982), deutscher Politiker (CDU), MdL
- Scharrelmann, Wilhelm (1875–1950), deutscher Lehrer und Schriftsteller
- Scharrenbach, Ina (* 1976), deutsche Politikerin (CDU), MdLIna Scharrenbach (* 1976)

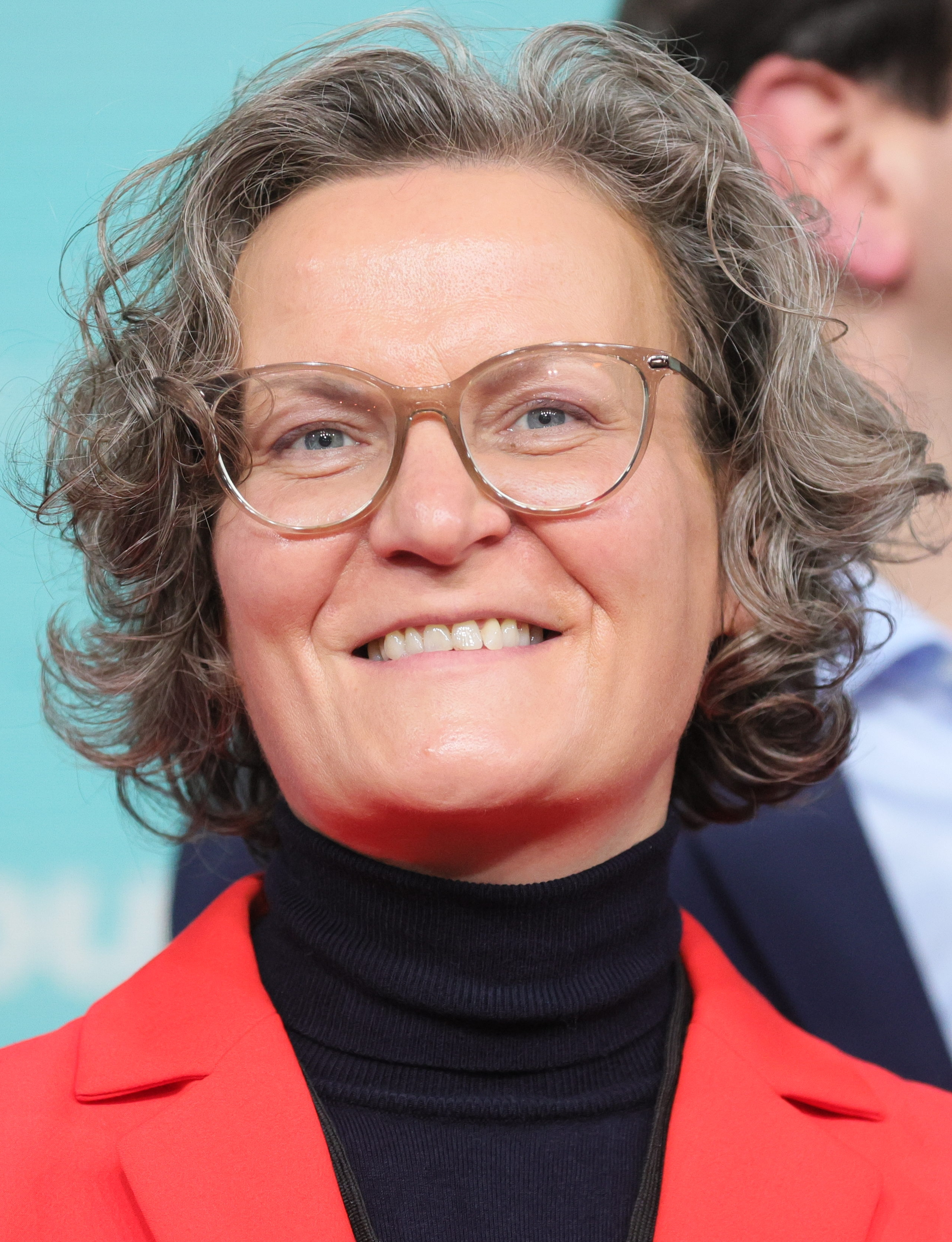
Ina Scharrenbach (* 1976)

- Scharrenberg, Philipp (* 1976), deutscher Autor, Slam-Poet und Kabarettist
- Scharrenbroich, Alfons (1909–1943), deutscher Musiker
- Scharrenbroich, Heribert (* 1940), deutscher Politiker (CDU), MdB
- Scharrer, Adam (1889–1948), deutscher Schriftsteller
- Scharrer, August (1866–1936), deutscher Dirigent und Komponist
- Scharrer, Berta (1906–1995), deutsche Endokrinologin
- Scharrer, Christian (* 1969), deutscher Koch
- Scharrer, Dirk (* 1967), deutscher Politiker und Bürgermeister der Kleinstadt Wolfhagen
- Scharrer, Eduard (1880–1932), deutscher Unternehmer, Förderer der NSDAP
- Scharrer, Hans (1892–1945), deutscher Kommunalbeamter in München
- Scharrer, Hans-Eckart (* 1938), deutscher Ökonom
- Scharrer, Heinrich (1828–1906), deutscher Botaniker und Landschaftsarchitekt
- Scharrer, Irene (1888–1971), englische Pianistin
- Scharrer, Johannes (1785–1844), deutscher Unternehmer und Politiker
- Scharrer, Karl (1892–1959), österreichischer Agrikulturchemiker
- Scharrer, Manfred (* 1945), deutscher Historiker und freier Autor
- Scharrer, Markus (* 1974), österreichischer FußballspielerMarkus Scharrer (* 1974)

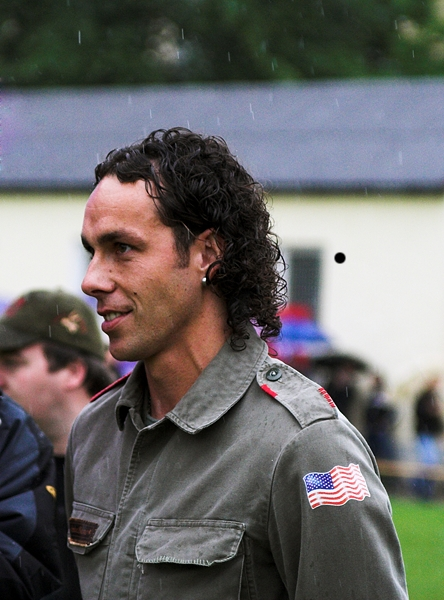
Markus Scharrer (* 1974)

- Schärrer, Otto (1877–1938), Schweizer Jurist und Politiker
- Scharrer, Ralf (* 1976), deutscher Schauspieler, Radiomoderator, Autor und Aktivist
- Scharrer, Rudolf (1923–1977), deutscher Jugendfunktionär (FDJ) und SED-Funktionär
- Scharroo, Pieter (1883–1963), niederländischer Oberbefehlshaber im Zweiten Weltkrieg, Mitglied des IOC
- Scharry, Henri (1904–1954), luxemburgischer Fußballspieler

### Schars
- Scharsach, Hans-Henning (* 1943), österreichischer Journalist und Publizist
- Scharsch, Simon (1860–1928), Oblatenpriester (OMI)
- Scharschmid, Anna Catharina, mystische Schriftstellerin
- Scharschmidt, Clemens (1880–1945), deutscher Japanologe
- Scharsich, Lothar (* 1939), deutscher Bühnen- und Kostümbildner, Grafiker, Maler und Bildhauer
- Scharsmith, William (1882–1982), US-amerikanischer Arzt und Ehrenbürger von Speyer
- Scharstein, Ernst (1877–1961), deutscher Maler

### Schart
- Schart, Aaron (* 1957), deutscher evangelischer Theologe
- Schartau, Frans-Albert (1877–1943), schwedischer Sportschütze
- Schartau, Harald (* 1953), deutscher Politiker (SPD), MdL
- Schartau, Henric (1757–1825), schwedischer Pastor, Prediger und Initiator einer schwedischen Erweckungsbewegung, des sog. Schartauanismus
- Schartawa, Schiuli (1944–1993), georgischer Politiker
- Schartel, Andrea-Michaela (* 1964), österreichische Politikerin (FPÖ), Abgeordnete zum Landtag Steiermark, Abgeordnete zum Nationalrat, Mitglied des Bundesrates
- Schärtel, Elisabeth (1919–2012), deutsche Opernsängerin
- Schartel, Fabian (* 1996), österreichischer Handballspieler
- Schartel, Robert (* 1962), österreichischer Schauspieler und Regisseur
- Schartelmüller, Karl (1884–1947), österreichischer Architekt
- Schärtl-Trendel, Thomas (* 1969), deutscher römisch-katholischer Philosoph und Hochschullehrer
- Schartmann, Emil (1809–1854), deutscher Stilllebenmaler der Düsseldorfer Schule
- Schartner, David (* 1988), österreichischer Fußballtorwart und Torwarttrainer
- Schartner, Walter (1894–1970), deutscher Dirigent, Komponist und Hochschullehrer
- Schartschow, Iwan (* 1992), georgischer Eishockeyspieler
- Schärttner, August (1817–1859), Persönlichkeit der deutschen Turnbewegung und der Revolution (1848/1849)
- Schartz, Günther (1930–2007), deutscher Politiker (CDU), MdL, MdB und Landwirt
- Schartz, Günther (* 1962), deutscher Politiker (CDU)

### Scharv
- Scharvogel, Jakob Julius (1854–1938), deutscher Keramiker

### Scharw
- Scharwaschidse, Micheil († 1866), Staatsoberhaupt des Fürstentums Abchasien
- Scharweit, Benjamin (* 1984), deutscher American-Football-Spieler
- Scharwenka, Franz (1882–1960), deutscher Schauspieler bei Bühne, Film und Fernsehen
- Scharwenka, Philipp (1847–1917), deutscher Komponist und Musikpädagoge
- Scharwenka, Walter (1881–1960), deutscher Komponist und Organist
- Scharwenka, Xaver (1850–1924), deutscher Komponist, Pianist und Musikpädagoge polnisch-tschechischer HerkunftXaver Scharwenka (1850–1924)

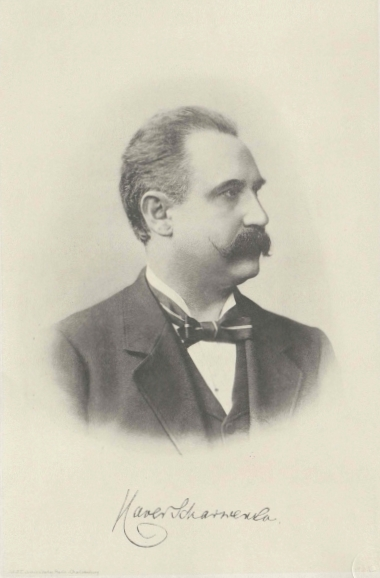
Xaver Scharwenka (1850–1924)

- Scharwies, Walter (* 1948), deutscher Kommunalpolitiker und Heimatforscher
- Scharwieß, Maria (1942–2023), deutsche Komponistin, Organistin und Kirchenmusikerin

### Schary
- Schary, Dore (1905–1980), US-amerikanischer Schriftsteller, Drehbuchautor und Filmproduzent
- Schary, Johann Michael von (1824–1881), österreichisch-böhmischer Brauer, Unternehmer und Politiker
- Scharyhina, Anna (* 1978), ukrainische LGBTIQ-Aktivistin
- Scharyj, Waleryj (* 1947), sowjetischer Gewichtheber
- Scharynbetow, Samat (* 1994), kasachischer Fußballspieler

### Scharz
- Scharz, Oddo (1691–1749), Benediktinerpater, Kirchenrechtler und Hochschullehrer
- Scharzenberger, Corinna (* 1990), österreichische Politikerin (ÖVP), Abgeordnete zum Nationalrat